# Cicéron
Vous lisez un « article de qualité » labellisé en 2006.
Pour les articles homonymes, voir Cicéron (homonymie).
Cicéron, dont le nom romain (tria nomina) est Marcus Tullius Cicero, né le 3 janvier 106 av. J.-C. à Arpinum en Italie et mort assassiné le 7 décembre 43 av. J.-C. à Formies, est un avocat, homme d'État, philosophe et écrivain romain. Il intervient dans les crises de la fin de la République romaine et finit victime des proscriptions en -43.
Citoyen romain de province, il naît dans une famille de la classe équestre bien implantée à Arpinum, ville du Latium située à 100 km au sud-est de Rome. N'appartenant pas à la nobilitas, il n'est pas destiné à un rôle politique majeur et sera donc un homo novus dans les milieux dirigeants de Rome de la fin de la République. Rome est en proie à une crise politique majeure depuis l'époque des Gracques (-130/-120), conflit opposant les républicains conservateurs (optimates, le parti sénatorial) et les populistes (populares), antagonisme qui s'incarne dans les guerres civiles qui émaillent la fin de la République romaine, notamment dans la lutte entre Sylla (138-78) et Marius (157-86), puis entre Pompée (106-48) et César (100-44) dans les années 50 et 40 av. J.- C..
Après une solide formation de rhétorique et de droit, Cicéron réussit, grâce à son talent d'avocat, à se constituer suffisamment d'appuis pour accéder en -63 à la magistrature la plus élevée du cursus honorum, le consulat. C'est en tant que consul qu'il doit affronter le complot du populiste Catilina, qu'il déjoue grâce à quatre discours devant les sénateurs, les Catilinaires.
Mais ce succès qui fait sa fierté provoque une condamnation à l'exil en -58, pour avoir fait exécuter plusieurs conjurés sans respecter les procédures légales. Revenu à Rome en -57, il ne joue plus de rôle important sur une scène politique dominée par Pompée et César, qui vient de commencer la conquête de la Gaule. Après la fin de cette guerre (-51), César entre en rébellion en -49, ce qui provoque une guerre civile. Cicéron rallie le camp de Pompée, avec hésitation, puis accepte de s'accommoder du pouvoir de César. Après l'assassinat de César, il se rallie à son fils adoptif, Octavien (futur Auguste) contre Marc Antoine, contre lequel il prononce quatorze discours, les Philippiques. Cette opposition  lui vaut d'être proscrit et tué en 43 av. J.-C.
Orateur remarquable, Cicéron est l'auteur de nombreux textes considérés comme des modèles de la langue latine classique et dont une grande partie nous est parvenue. Il consacre sa période d'inactivité politique à la rédaction d'ouvrages sur la rhétorique et à l'adaptation en latin des théories philosophiques grecques. En partie perdus pendant le Moyen Âge, ses ouvrages connaissent un regain d'intérêt durant la renaissance carolingienne, et surtout durant la Renaissance et à l'époque classique. Sa réputation s'affaiblit au XIXe siècle et dans la première moitié du XXe siècle, où il est considéré comme un simple compilateur des philosophes grecs. Pierre Grimal considère cependant qu'il a été un intermédiaire précieux, qui nous a transmis une partie de la philosophie grecque. Dans le domaine politique, les jugements des historiens ont souvent été sévères : intellectuel égaré au milieu d'une foire d'empoigne, parvenu italien monté à Rome, opportuniste versatile, « instrument passif de la monarchie larvée » de Pompée puis de César selon des spécialistes tels que Theodor Mommsen et Jérôme Carcopino. 
Sa correspondance - 954 lettres nous sont parvenues - est, par la variété de ton, la spontanéité de l'expression et la charge émotionnelle qu'elles portent, un témoignage exceptionnel sur la vie de leur auteur et sur l'histoire troublée de la fin de la République romaine.

## Biographie

### Origine, famille et alliances

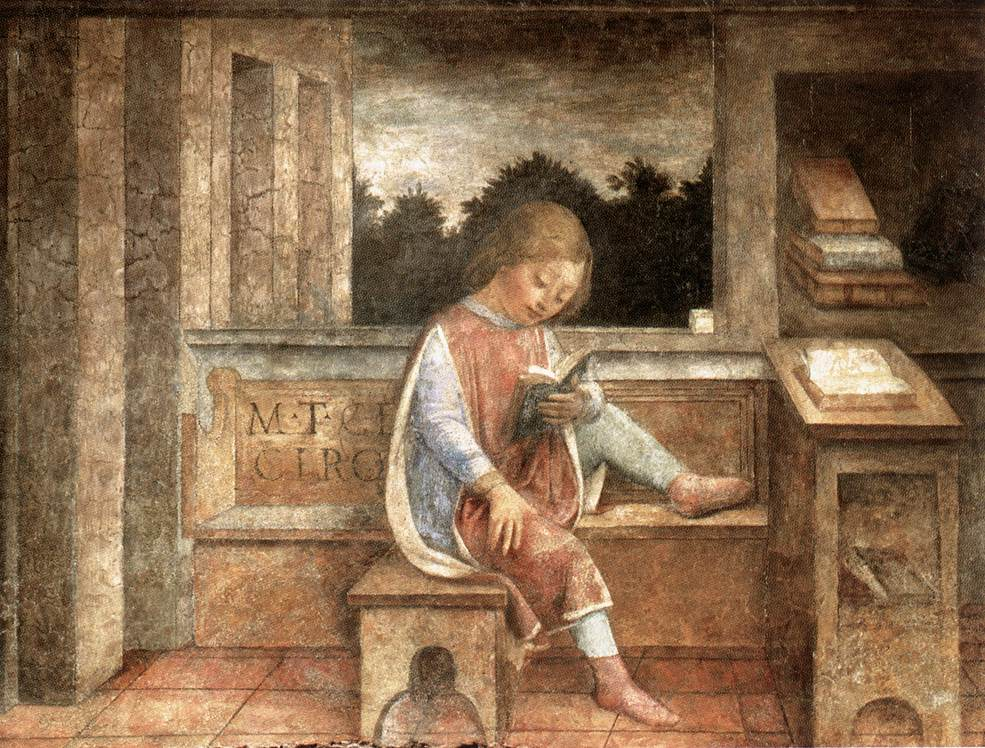
Le Jeune Cicéron lisant, fresque de Vincenzo Foppa de Brescia, v. 1464.

Cicéron naît en 106 av. J.-C., le troisième jour du mois de janvier, à Arpinum, un municipe de citoyenneté romaine du Latium, à 110 km au sud-est de Rome, dans le pays des Volsques, longtemps adversaires redoutables des Romains. Il avait un frère cadet, Quintus. Ils étaient de statut équestre, à la naissance. Sa mère se prénommait Helvia. Il est, par son père, d'une famille plébéienne, la gens des Tullii, élevée au rang équestre sans doute deux générations auparavant. Cette élévation offrait la possibilité d'envisager une carrière politique à Rome pour les générations ultérieures. Cicéron et son frère réalisèrent cette ambition. Cicéron plaisanta à plusieurs reprises sur les ascendances fictives plus prestigieuses qu'on lui prêta comme Servius Tullius ou Manius Tullius Longus,.
Son cognomen, Cicero, peut être traduit par « pois chiche, verrue ». Ce cognomen lui viendrait d'un de ses ancêtres dont le bout du nez aurait eu la forme du pois chiche ou qui aurait été marchand de pois chiches.
Son mariage, vers 80, avec Terentia, issue d'une influente famille romaine, les Terentii, lui ouvre la porte de la haute aristocratie romaine pour y nouer alliances et réseau d'amitié (amicitia), ce que son statut d'homo novus rendait indispensable s'il voulait s'élever dans le cursus honorum, la carrière politique.
Il en eut deux enfants, séparés d'une dizaine d'années.
Sa fille Tullia, née au milieu des années 70 av. J.-C., lui fut toujours très chère. Son décès en 45 l'éprouve grandement. Dans sa stratégie politique d'alliance, il réussit à la fiancer dès l'âge de huit ans à un membre de la très influente famille des Calpurnii, de la branche des Frugi. Le mariage a lieu en 63. Après le décès prématuré de son gendre en 57, il scelle une nouvelle alliance par le remariage de sa fille avec un membre de la puissante branche des Dolabella de l'illustre gens patricienne des Cornelii.
Avec son fils Marcus, né en 65, les relations ne furent pas aussi sereines. Cicéron veut en faire un autre lui-même, mais Marcus semble davantage attiré par une carrière militaire, en particulier dans la cavalerie. En 44, Cicéron l'envoie parfaire sa formation philosophico-rhétorique à Athènes. Sa correspondance de l'année 44 le montre très attentif à ses progrès et il mobilise son ami Atticus et son secrétaire Tiron pour que le jeune homme ne manque de rien (et tienne son rang en regard de ses camarades d'étude, fils de la plus haute aristocratie). On l'y voit aussi questionner ses relations de passage à Athènes quant au comportement de son fils, preuve qu'il avait des doutes. Quelques mois plus tard, Cicéron rédige son De officiis qu'il lui dédie.
Le divorce d'avec Terentia en 47/46, couplé au décès de Tullia en 45, le mit dans une posture financière critique à la fin de l'automne 44, au moment précis où il se lançait dans son dernier combat politique, contre Antoine (voir  Philippiques). Il devait en même temps rembourser la dot de Terentia par annuités et se faire rembourser celle de Tullia de la même façon. Or Dolabella ne s'acquittait pas. La correspondance avec Atticus atteste sa hantise d'être mis en défaut.

### Les années de formation
Cicéron et son frère Quintus sont envoyés à Rome pour étudier. Le poète Archias les forme aux classiques grecs Homère et Ménandre. L'initiation aux activités publiques se fait comme auditeur des personnalités les plus actives du forum. Ainsi Cicéron fréquente assidûment les orateurs Crassus puis Antoine et le jurisconsulte Scævola l'Augure.
La guerre sociale éclate pendant cette période de formation. Cicéron s'engage dans l'armée à 17 ans, une obligation pour qui veut faire ensuite une carrière publique : il se trouve sous les ordres du consul Pompeius Strabo, puis de Sylla ; c'est vraisemblablement à cette époque qu'il fait la connaissance de Pompée, fils de Strabo, qui a le même âge que lui. Peu désireux de faire une carrière militaire, il quitte l'armée à la fin du conflit en 88 av. J.-C. et revient à ses études, tandis que les vainqueurs de la guerre civile Marius et Sylla se disputent le pouvoir.
Après la mort de Scævola l'Augure, Cicéron poursuit l'étude du droit avec son cousin Quintus Scævola le pontife. Le stoïcien Aelius Stilo lui transmet son intérêt pour le passé et la langue de Rome. Sa formation philosophique est assurée en grec par des philosophes que la guerre contre Mithridate VI oblige à s'installer à Rome : après l'épicurien Phèdre, Cicéron travaille la dialectique avec le stoïcien Diodote et suit les enseignements de l'académicien Philon de Larissa. Philon a la particularité de combiner la philosophie et la rhétorique grecque, spécialités habituellement professées par des maîtres différents, et pratique comme Carnéade avant lui la discussion selon les points de vue opposés pour approcher la vérité. Cicéron se passionne pour sa philosophie, comme il le confiera sur la fin de sa vie,.
Cicéron fait un début remarqué comme avocat en 81 av. J.-C. avec une affaire complexe de succession, le Pro Quinctio. En 79 av. J.-C., il défend Sextus Roscius, accusé de parricide ; soutenu par les Caecilii Metelli, une des grandes familles de la nobilitas, il s'attaque à un affranchi du dictateur romain Sylla, tout en veillant à épargner ce dernier. Il gagne le procès mais s'éloigne quelque temps de Rome pour parfaire sa formation en Grèce, de 79 à 77 av. J.-C. À Athènes, où il se lie d'amitié avec son compatriote Atticus, il suit l'enseignement d'Antiochos d'Ascalon, académicien comme Philon de Larissa mais plus dogmatique, des épicuriens Zénon de Sidon et Phèdre, et du savant stoïcien Posidonius d'Apamée. Puis, à Rhodes, de 78 à 77 av. J.-C., il perfectionne sa diction auprès du célèbre rhéteur Molon. Plutarque rapporte qu'à son premier exercice, Cicéron impressionne son maître par sa maîtrise de l'expression grecque et la qualité de son argumentation. De Molon, Cicéron apprend à maîtriser sa voix sans les excès qui l'épuisent. Il a participé aux Mystères d'Eleusis.
À la fin de cette période de formation, tant oratoire qu'intellectuelle et philosophique, Cicéron revient à Rome et reprend son activité d'avocat, ce qui entretient sa réputation et développe ses relations. Ses contacts avec la nobilitas lui permettent d'épouser la riche et aristocratique Terentia. Elle lui donne une fille, Tullia, et un fils, Marcus, peu avant son consulat.

### Les débuts en politique

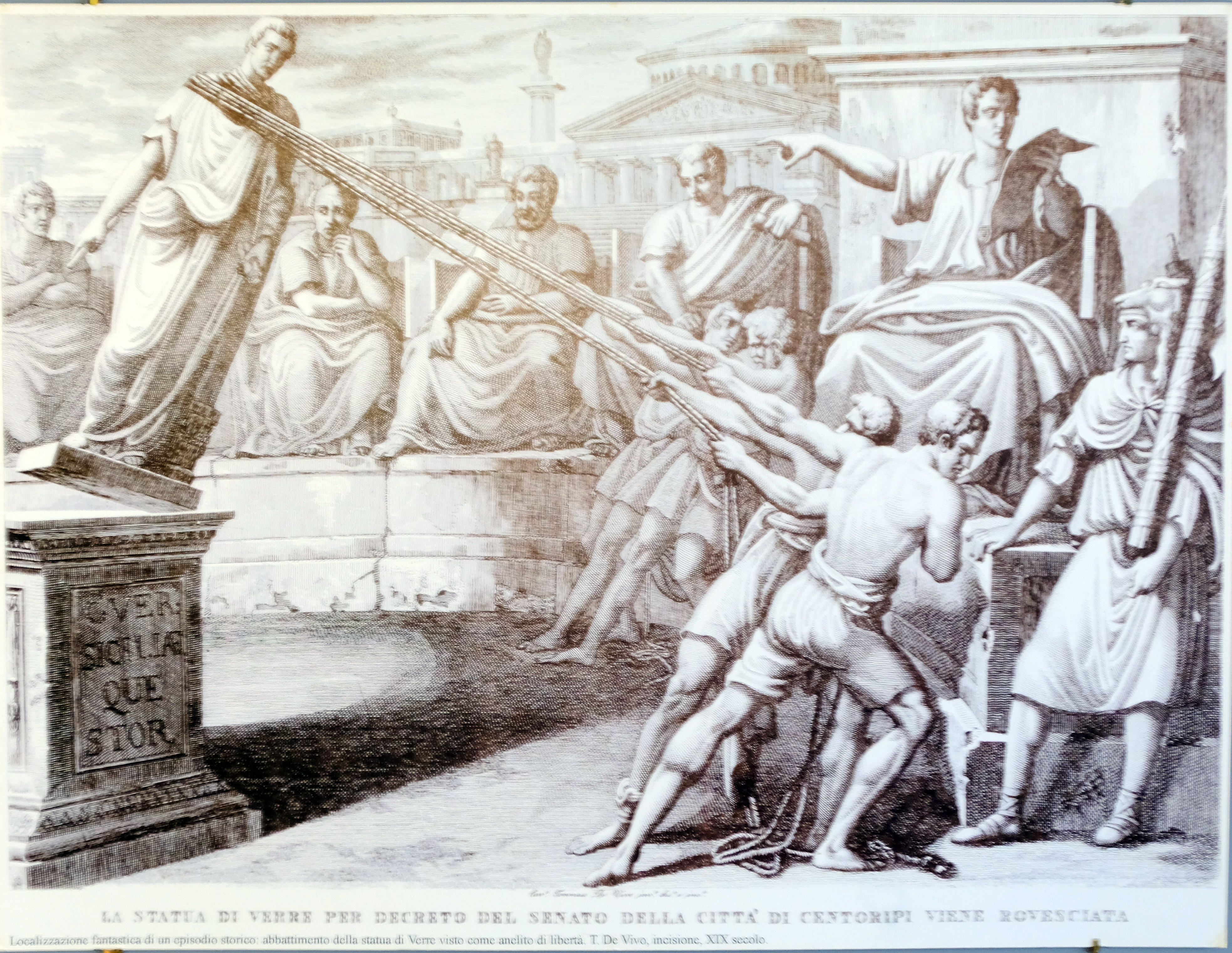
Les habitants de Centuripe en Sicile renversant la statue de Verrès. Gravure italienne, s.d.

Ayant atteint l'âge minimum légal de 30 ans pour postuler aux magistratures, Cicéron se lance dans la carrière politique : en 75 av. J.-C., il entame le cursus honorum en étant élu questeur, fonction qu'il exerce à Lilybée en Sicile occidentale, et qui lui ouvre l'admission au Sénat. Il acquiert sa célébrité en août 70 av. J.-C. en défendant les Siciliens dans leur procès contre Verrès, ancien propréteur de Sicile qui est impliqué dans des affaires de corruption, et qui a mis en place un système de pillage d'œuvres d'art. Tandis que Verrès tente, en achetant les électeurs, de faire échouer la candidature de Cicéron à l'édilité,, ce dernier recueille de nombreuses preuves en Sicile tout en se faisant élire édile. En août 70, l'accusation portée par Cicéron est si vigoureuse et si bien soutenue par un imposant défilé de témoins à charge que Verrès, qui va pourtant être défendu par le plus grand orateur de l'époque, le célèbre Hortensius, s'exile à Marseille immédiatement après le premier discours (l'actio prima). Cicéron fait malgré tout publier l'ensemble des discours qu'il a prévus (les Verrines), afin d'établir sa réputation d'avocat engagé contre la corruption.
Après cet événement qui marque véritablement son entrée dans la vie judiciaire et politique, Cicéron suit les étapes du cursus honorum comme édile en 69 av. J.-C. Les Siciliens le remercient par des dons en nature, qu'il emploie au ravitaillement de Rome, faisant ainsi baisser le prix du blé, et augmentant sa popularité. La même année, il prend la défense de M. Fonteius, ancien gouverneur de Gaule Transalpine, que plusieurs peuples gaulois accusent de concussion et d'abus de pouvoir. Il s'emploie à discréditer les accusateurs en les présentant comme des barbares grossiers, bruyants, hostiles et peu fiables ; il insiste sur la différence entre ces peuples sauvages, pratiquant les sacrifices humains, et les « civilisés », Romains ou Grecs de Marseille.
Il devient préteur en 66 av. J.-C. : il défend cette année-là le projet de loi du tribun de la plèbe Manilius, qui propose de nommer Pompée commandant en chef des opérations d'Orient, contre Mithridate VI ; son discours De lege Manilia marque ainsi une prise de distance par rapport au parti conservateur des optimates, qui sont opposés à ce projet. À cette époque, il suit les cours de Gnipho ; dès cette époque, il songe à incarner une troisième voie en politique, celle des viri boni (« hommes de bien »), entre le conservatisme des optimates et le « réformisme » de plus en plus radical des populares. Pourtant, de 66 av. J.-C. à 63 av. J.-C., l'émergence de personnalités comme César ou Catilina dans le camp des populares, qui prônent des réformes radicales, conduit Cicéron à se rapprocher des optimates.

### La glorieuse année 63av. J.-C.
Désormais proche du parti conservateur, Cicéron est élu pour l'année 63 av. J.-C. consul contre le démagogue Catilina, grâce aux conseils de son frère Quintus Tullius Cicero. Il est le premier consul homo novus (élu n'ayant pas de magistrats curules parmi ses ancêtres) depuis plus de trente ans, ce qui déplaît à certains : « Les nobles […] estimaient que le consulat serait souillé si un homme nouveau, quelque illustre qu’il fût, réussissait à l’obtenir. »
Durant son consulat, il s'oppose au projet révolutionnaire du tribun Rullus pour la constitution d'une commission de dix membres aux pouvoirs étendus, et le lotissement massif de l'ager publicus. Cicéron gagne la neutralité de son collègue le consul Antonius Hybrida, ami de Catilina et favorable au projet, en lui cédant la charge de proconsul de Macédoine qu'il doit occuper l'année suivante. Son discours De lege agraria contra Rullum obtient le rejet de cette proposition.
Pour protéger l'approvisionnement de Rome et sécuriser son port Ostie des menaces des pirates, Cicéron lance les travaux de réfection des murailles et des portes d'Ostie, qui seront achevés par Clodius Pulcher en 58 av. J.-C..

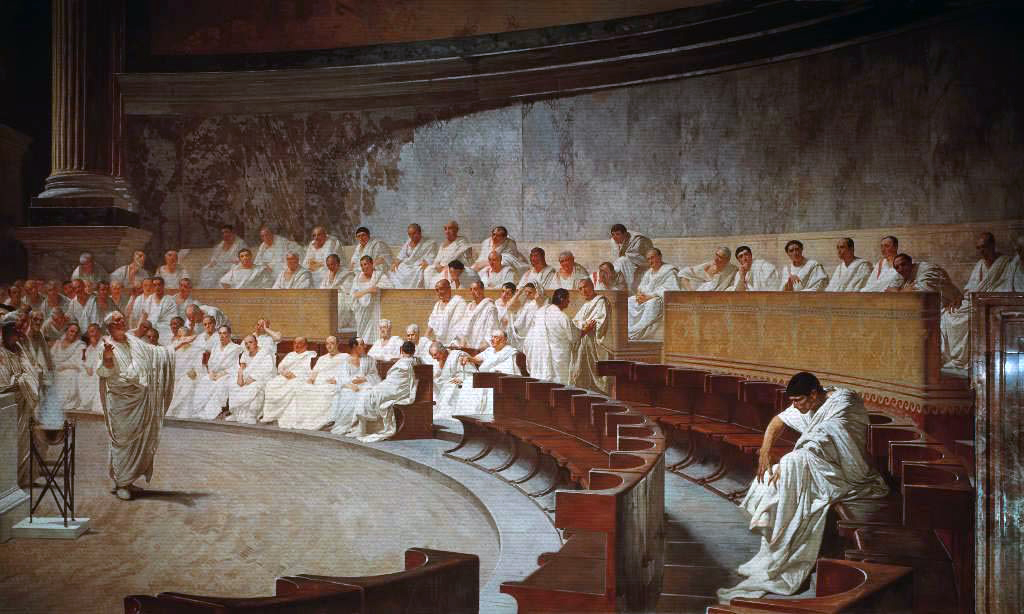
Cicéron démasque Catilina, tableau de Cesare Maccari (1840-1919).
« Ils quittèrent tous le banc sur lequel il était assis » (Plutarque, Vie de Cicéron, XVI (trad. Ricard: XXI)).

Catilina, ayant de nouveau échoué aux élections consulaires en octobre 63 av. J.-C. prépare un coup d'État, dont Cicéron est informé par des fuites. Le 8 novembre, il apostrophe violemment Catilina en pleine session du Sénat, par le célèbre exorde de la première Catilinaire : Quousque tandem abutere, Catilina, patientia nostra ? (« Jusqu'à quand, Catilina, abuseras-tu de notre patience ? »). Découvert, Catilina quitte Rome pour fomenter une insurrection en Étrurie, confiant à ses complices l'exécution du coup d'État à Rome. Le lendemain, Cicéron informe et rassure la foule romaine en prononçant sa deuxième Catilinaire, et promet l'amnistie aux factieux qui abandonneront leurs projets criminels. Puis il parvient à faire voter par le Sénat romain un senatus consultum ultimum (procédure exceptionnelle votée lors de crises graves, et qui donne le droit d'exercer l'autorité suprême, militaire et civile).
Mais un scandale politique vient soudain compliquer la crise : le consul désigné pour 62 av. J.-C., Lucius Licinius Murena, est accusé par son concurrent malheureux Servius Sulpicius Rufus d'avoir acheté les électeurs, accusation soutenue par Caton d'Utique. Pour Cicéron, il est hors de question d'annuler l'élection et d'en organiser de nouvelles. Il assure donc la défense de Murena et le fait relaxer, malgré une probable culpabilité, en ironisant sur la rigueur stoïcienne qui mène Caton sur des positions disproportionnées et malvenues : si « toutes les fautes sont égales, tout délit est un crime ; étrangler son père n'est pas se rendre plus coupable que tuer un poulet sans nécessité ».
Dans l'intervalle, les conjurés restés à Rome s'organisent et recrutent des complices. Par hasard, ils contactent des délégués allobroges, promettant de faire droit à leurs plaintes fiscales s'ils suscitent une révolte en Gaule narbonnaise. Les délégués, méfiants, avertissent les sénateurs. Cicéron leur suggère d'exiger des conjurés des engagements écrits, qu'ils obtiennent. Ayant récupéré ces preuves matérielles indiscutables, Cicéron confond publiquement cinq conjurés (troisième Catilinaire, du 3 décembre), dont l'ancien consul et préteur Publius Cornelius Lentulus Sura. Après débat au Sénat (quatrième Catilinaire), il les fait exécuter sans jugement public, approuvé par Caton mais contre l'avis de Jules César, qui a proposé la prison à vie. Catilina est tué peu après avec ses partisans dans une vaine bataille à Pistoia.
Dès lors, Cicéron s'efforce de se présenter comme le sauveur de la patrie (il fut d'ailleurs qualifié de Pater patriae, « Père de la patrie », par Caton d'Utique) et, non sans vanité, fait en sorte que personne n'oublie cette glorieuse année 63. Pierre Grimal estime toutefois que ce trait d'orgueil est dû à un manque de confiance en soi et tient plus de l'inquiétude que de l'arrogance.

### Sa fortune
Cicéron est devenu membre du Sénat romain, sommet de la hiérarchie sociale, milieu aristocratique et fortuné. Sa richesse est essentiellement basée sur un patrimoine foncier, estimé à 13 millions de sesterces. C'est une fortune à peine supérieure à celle de la masse des sénateurs et des chevaliers, ordre dont est issu Cicéron, et qui est généralement de quelques millions de sesterces, mais moindre que celle de son ami Atticus, située entre 15 et 20 millions de sesterces, et très en deçà de la richesse des Crassus, Lucullus ou Pompée, qui égalent ou dépassent les cent millions de sesterces.
Cicéron possède à Rome même quatre immeubles, et une somptueuse domus sur le Palatin, vieux quartier patricien, qu'il a achetée en 62 av. J.-C. à Crassus pour 3,5 millions de sesterces. S'y ajoutent dans la campagne italienne dix exploitations agricoles (villae rusticae), sources de revenus, plus six deversoria, petits pied-à-terre. Après son achat de -62, il plaisante avec son ami Sestius sur sa situation financière : « Apprenez que je suis maintenant si chargé de dettes que j’aurais envie d’entrer dans une conjuration, si l’on consentait à m’y recevoir ».

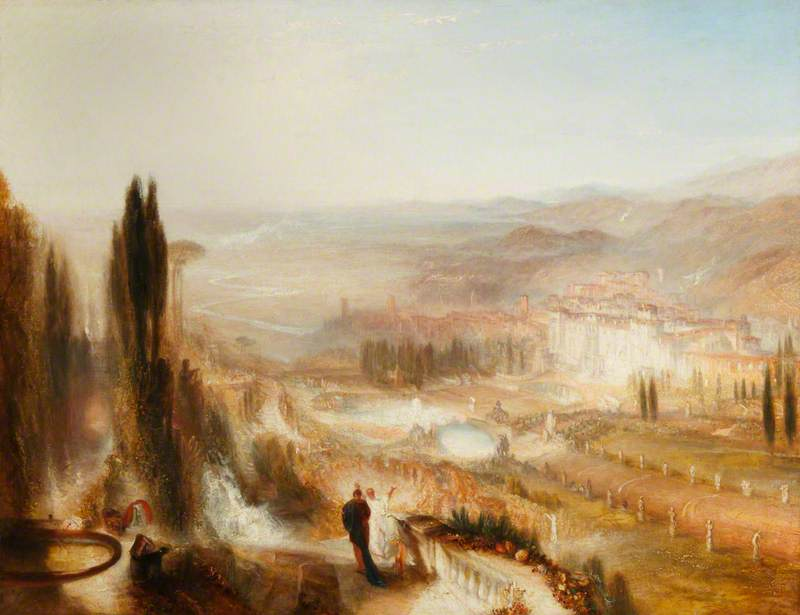
Cicéron dans sa villa de Tusculum, toile de Turner (1775-1851).

Quoique sa fortune soit très loin de celle des richissimes Lucullus ou Crassus, Cicéron peut et veut vivre luxueusement. Dans sa villa de Tusculum, il fait aménager un gymnase et d'agréables promenades sur deux terrasses, lieux de détente et de discussion qu'il nomme Académie et Lycée, évocations de l'école de Platon et de celle d'Aristote. S'aidant des conseils d'Atticus, il décore sa villa d'Arpinum d'une grotte artificielle, son Amalthéum, évoquant Amalthée qui allaita Jupiter enfant.
Son activité d'avocat pratiquée gratuitement est la seule activité honorable pour un sénateur, interdit de pratique commerciale ou financière. Cela ne l'empêche pas de fréquenter les milieux d'affaires, plaçant ses surplus de trésorerie ou empruntant chez son ami le banquier Titus Pomponius Atticus. Il investit parfois par l'intermédiaire de ses banquiers, plaçant par exemple 2,2 millions de sesterces dans une société de publicains. Parmi ces relations intéressées, Cicéron nous parle aussi de Vestorius, « spécialiste du prêt, qui n'a de culture qu'arithmétique, et dont la fréquentation pour cette raison ne lui est pas toujours agréable », et de Cluvius, financier qui lui léguera en 45 av. J.-C. une partie de ses propriétés, dont des boutiques à Pompéi, en fort mauvais état ; mais Cicéron est un investisseur philosophe :

« Deux de mes boutiques sont tombées ; les autres menacent ruine, à tel point que non seulement les locataires ne veulent plus y demeurer, mais que les rats eux-mêmes les ont abandonnées. D'autres appelleraient cela un malheur, je ne le qualifie même pas de souci, ô Socrate et vous philosophes socratiques, je ne vous remercierai jamais assez !… En suivant l'idée que Vestorius m'a suggérée pour les rebâtir, je pourrai tirer par la suite de l'avantage de cette perte momentanée. »

Cet enrichissement par des legs est une pratique courante à l'époque, et Cicéron admet lui-même fin 44 av. J.-C. avoir hérité de ses amis et parents pour plus de vingt millions de sesterces.

### Vicissitudes dans une République à la dérive
Après le coup d'éclat de l'affaire Catilina, la carrière politique de Cicéron se poursuit en demi-teinte, en retrait d'une vie politique dominée par les ambitieux et les démagogues.
Bien que la politique de Rome reste sa préoccupation centrale, il continue, dans ses discours et sa correspondance, de suivre les affaires des provinces. Dans une lettre à son frère Quintus, nommé proconsul d'Asie en décembre 60 av. J.-C., il lui recommande, selon une distinction qui lui est habituelle, de se montrer humain et respectueux envers les peuples « civilisés » qu'il va gouverner et qui ne sont pas des « barbares » comme les Gaulois, les Espagnols ou les Africains.
Après la formation en 60 av. J.-C. d'une association secrète entre Pompée, César et Crassus (le premier triumvirat), César, consul en 59 av. J.-C., propose d'associer Cicéron comme commissaire chargé de l'attribution aux vétérans de terres en Campanie, ce que ce dernier croit bon de refuser.
En mars 58 av. J.-C., ses ennemis politiques, menés par le consul Gabinius et le tribun de la plèbe Clodius Pulcher qui lui voue une haine tenace depuis qu'il l'a confondu en 62 av. J.-C. dans l'affaire du culte de Bona Dea, déposent un projet de loi punissant tout magistrat ayant fait exécuter un citoyen sans jugement. Ce projet vise implicitement Cicéron, pour l'exécution des partisans de Catilina sans procès régulier. Isolé, lâché par Pompée et l'autre consul Pison dont il était parent par alliance, Cicéron quitte Rome le 11 mars, veille du vote approuvant cette loi. Désigné liquidateur de ses biens, Clodius fait détruire sa maison sur le Palatin et consacrer à la place un portique à la Liberté. Dans le même temps, Gabinius pille la villa de Cicéron à Tusculum. Quant à Cicéron, il se morfond dans cette retraite forcée à Dyrrachium, puis à Thessalonique.

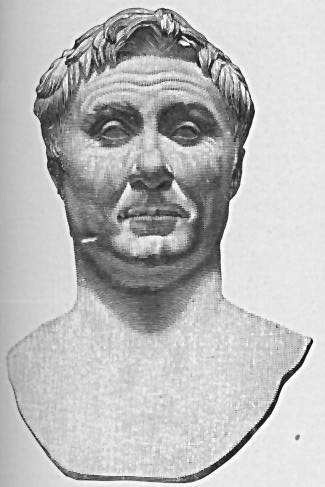
Pompée, protecteur de Cicéron.

À Rome, ses amis tentent d'organiser un vote annulant la loi de Clodius. Son frère sollicite Pompée, qui s'est brouillé avec Clodius, tandis que Publius Sestius obtient la neutralité de César. Mais Clodius s'oppose à toutes les tentatives légales grâce aux vetos des tribuns, puis avec ses bandes armées. Le nouveau tribun de la plèbe Titus Annius Milon, partisan de Cicéron, forme à son tour des bandes ; les affrontements se multiplient. Pour avoir l'avantage du nombre, Pompée fait venir en masse à Rome des citoyens de villes italiennes et obtient le 4 août 57 av. J.-C. le vote d'une loi (Lex Cornelia) prescrivant le rappel de Cicéron et la restitution de ses biens.
Dès qu'il en est informé, il quitte Dyrrachium, où il était en attente, et gagne l'Italie par la mer. Il débarque à Brindes le 5 août. De là, il gagne Rome où il est accueilli triomphalement le 5 septembre. Le lendemain, au Sénat, il prononce un discours de remerciement (le Post Reditum in Senatu) dans le but de récupérer toute son influence politique. C'est un plein succès, au-delà de ses espérances. Dès le lendemain, il propose un senatus-consulte confiant pour cinq ans les pleins pouvoirs à Pompée pour le ravitaillement de la ville. Le texte est adopté et acclamé par la foule. Il peut dès lors s'attaquer à son second objectif, qui devient pressant : rétablir sa situation financière et récupérer son patrimoine, mis sous séquestre. La première étape, pour sa dignitas, est de récupérer sa demeure de prestige au Palatin. Il lance aussitôt la procédure devant le collège des pontifes et plaide le 30 septembre (De domo sua). Il obtient gain de cause. Le Sénat peut dès lors trancher en octobre, malgré les manœuvres dilatoires de Clodius. Il obtient la restitution de sa maison et une indemnisation de 2 750 000 sesterces : deux millions pour la destruction de cette maison, 500 000 pour sa villa de Tusculum, 250 000 pour celle de Formies, ce qu'il trouve trop peu d'ailleurs, écrit-il à Atticus en reprochant leur « jalousie » aux sénateurs. Obstiné, Cicéron veut reconstruire sa maison mais Clodius, obstiné lui-aussi, et qui est édile en fonction, l'accuse de sacrilège devant l'assemblée des comices ; ses bandes harcèlent les ouvriers qui ont commencé les travaux, incendient la maison du frère de Cicéron, attaquent celle de Milon. Pompée doit intervenir pour ramener l'ordre et permettre la reconstruction de la maison de Cicéron.
Au début de 56 av. J.-C., enhardi par ses succès oratoires, Cicéron tente de revenir en politique : sans attaquer les triumvirs de front, il lutte contre leurs protégés, poussant Milon à activer ses bandes contre Clodius, invectivant contre le césarien Publius Vatinius. Il va même, dans le plaidoyer pour Sestius, jusqu'à prôner, plus nettement qu'avant 63, un rassemblement de tous les bons citoyens, qui élargit le concept d'optimates jusqu'à y inclure les affranchis influents, et il appelle de ses vœux une République où il est évident que les triumvirs n'auraient pas le premier rôle. Mais ceux-ci se réunissent à Lucques pour sceller leur accord et l'une de leurs décisions a dû être de mettre l'orateur au pas. Pompée lui fait rappeler la protection qu'il lui doit. Cicéron doit prononcer au Sénat le de Provinciis consularibus et obtenir la prolongation du pouvoir proconsulaire de César sur la Gaule, ce qui permet à ce dernier de poursuivre la guerre des Gaules. Cette palinodie embarrassante, selon les termes de Cicéron, est suivie d'une autre lorsqu'il doit plaider pour la défense de Vatinius.

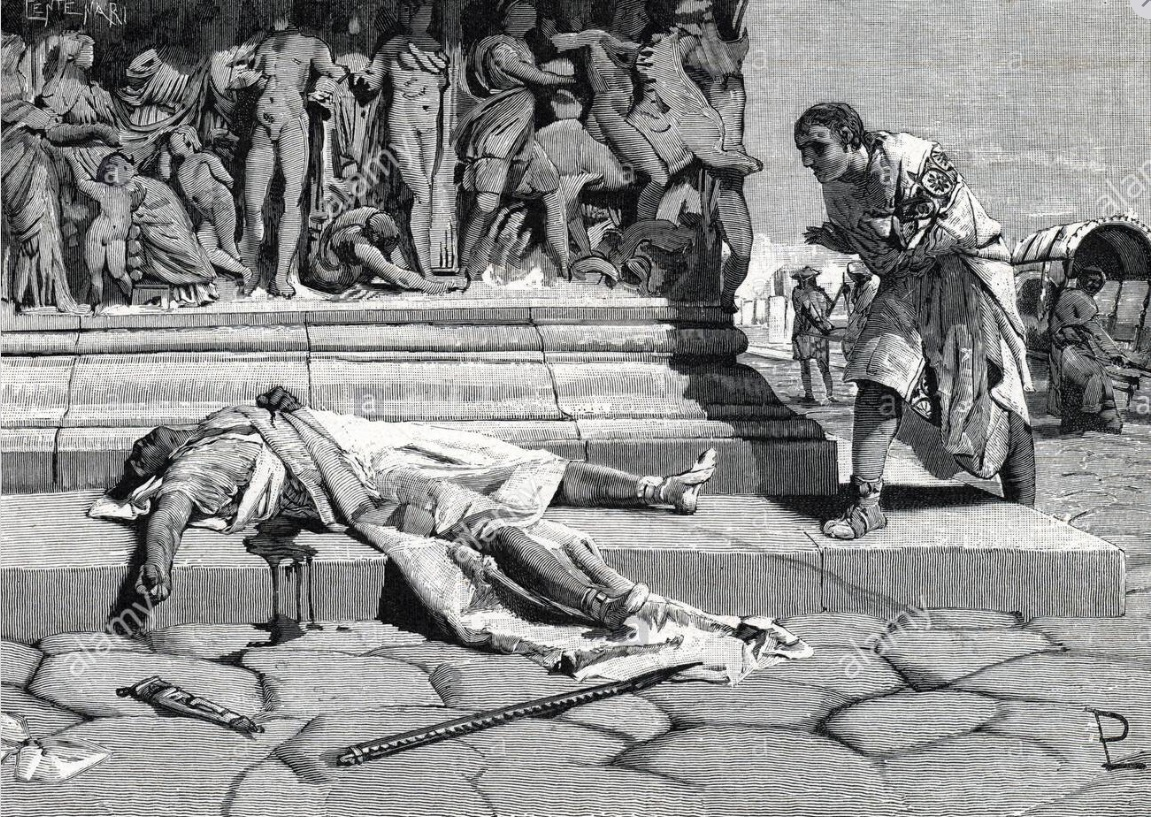
Clodius Pulcher gisant mort sur la Voie Appienne, dessin de Francesco Bertolini, av. 1909.

Tout en acceptant cette domination des triumvirs, Cicéron ne manque pas de rappeler sa présence et son rôle dans le domaine politique par la publication de deux œuvres qui n'ont pas qu'une portée littéraire ou philosophique : le De oratore en 55, où il souligne qu'un grand orateur doit occuper une place de premier plan dans la cité, et le De Republica (de 54), où l'on peut deviner, malgré l'état lacunaire dans lequel ce traité nous est parvenu, que l'auteur se verrait bien un des tuteurs, sinon le tuteur, de la République.
Les luttes politiques dégénèrent en affrontements violents entre groupes partisans des populares et des optimates, empêchant la tenue normale des élections. Clodius est tué début 52 av. J.-C. dans l'une de ces rencontres ; Cicéron prend naturellement la défense de son meurtrier, Milon. Mais la tension est telle lors du procès que Cicéron, apeuré, ne peut plaider efficacement et perd la cause. Milon anticipe une probable condamnation en s'exilant à Marseille. Cicéron publiera néanmoins la défense prévue dans son fameux Pro Milone.

### Proconsulat en Cilicie (51-50)

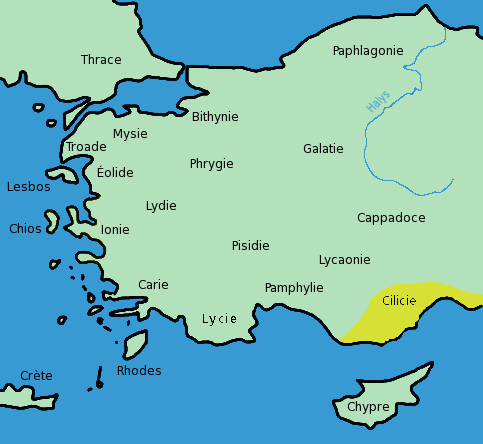
Carte approximative de la Cilicie et des provinces voisines.

En 53 av. J.-C., le Sénat impose un intervalle de cinq ans entre l'exercice d'une magistrature et celui de la promagistrature correspondante en province, afin de mettre un frein aux endettements contractés lors des campagnes électorales qui sont ensuite remboursés par le pillage des provinces. La mesure contraint en 51 av. J.-C. à trouver des remplaçants pour les consuls sortants, qui doivent attendre pour rejoindre leur province. Le Sénat pallie ce problème en attribuant ces provinces aux anciens magistrats qui n'ont pu exercer leur promagistrature. Cicéron, qui avait renoncé à la Macédoine lors de son consulat, obtient donc un mandat de proconsul en Cilicie, petite province romaine d'Asie mineure, charge qu'il prend sans enthousiasme. À l'époque, cette province couvre un territoire plus large que celui qu'elle aura sous l'Empire, et comprend aussi la Lycie, la Pamphylie, la Pisidie, la Lycaonie ainsi que Chypre que Rome vient d'annexer.
Selon Plutarque, Cicéron gouverne avec intégrité. C'est l'occasion pour lui de mettre en pratique sa philosophie de gouvernement des provinces qu'il expose en détail dans une lettre à Caton de 51, basée sur la paix et la justice, essentiellement fiscale : il rencontre les élites locales des villes qu'il traverse, supprime les charges fiscales injustifiées, modère les taux d'intérêt usuraires, noue alliance avec Dejotarus, roi de Galatie et  Ariobarzane de Cappadoce. Il dit vouloir suivre les principes de Q. Mucius Scævola, proconsul d'Asie, qui recommandait, dans les procès, de faire juger le défendeur par ses compatriotes, le Romain par les juges romains, le Grec par un juge grec, ce qui limite le favoritisme pratiqué par beaucoup de ses collègues. Sa correspondance le montre en magistrat attentif, traversant les montagnes et parcourant de longues distances du début à la fin de son mandat pour tenir ses assises dans les principales cités de sa province. Scrupuleusement respectueux des lois, Cicéron se permet pourtant des aménagements pour entretenir son réseau d'amitiés et de clientèle : au cours de son mandat, il envoie à ses collègues des autres provinces plus d'une centaine de lettres de recommandation, la plupart au profit de citoyens romains, et en reçoit un certain nombre ; il écrit au proconsul d'Asie Q. Minucius Thermus, en violation de la règle affichée au début de son mandat, pour lui demander de se saisir des litiges concernant les domaines d'un citoyen romain à Parion. Ce souci de ménager ses amitiés romaines le met dans une situation délicate quand son ami Brutus, qui a prêté à gros intérêt au roi Ariobarzane de Cappadoce, lui demande de se charger du recouvrement : Cicéron doit se résigner à lui dire que le « pauvre roi » est insolvable. La seconde affaire est plus grave : Brutus avait prêté à un taux usuraire à la cité de Salamine de Chypre qui dépendait de la province de Cicéron ; avec le soutien d'Appius, le prédécesseur de Cicéron, le représentant de Brutus avait fait encercler par des cavaliers le sénat de Salamine si bien que cinq sénateurs étaient morts de faim. Cicéron fait libérer les sénateurs et déplore la conduite indigne de Brutus.
À l'automne 51, Cicéron doit mater une révolte dans les monts Amanus proches de la Syrie, où Antioche est sous la menace des raids parthes. Il lève des troupes et nomme légat son frère Quintus qui a acquis l'expérience de l'action militaire lors de la guerre des Gaules. Après deux mois de siège de la cité de Pindenissus, foyer de l'insurrection, les insurgés capitulent. Pour ce fait d'armes somme toute modeste, Cicéron est salué imperator par ses soldats, et songe à demander à son retour la célébration du triomphe, par vanité ou pour se hisser au niveau d'importance d'un Pompée et d'un César.
Cicéron quitte sa province fin juillet 50, et revient en Italie en plusieurs mois. Le solde des comptes de sa gestion lui laissent un reliquat personnel et légal de 2,2 millions de sesterces.

### La tourmente de la guerre civile

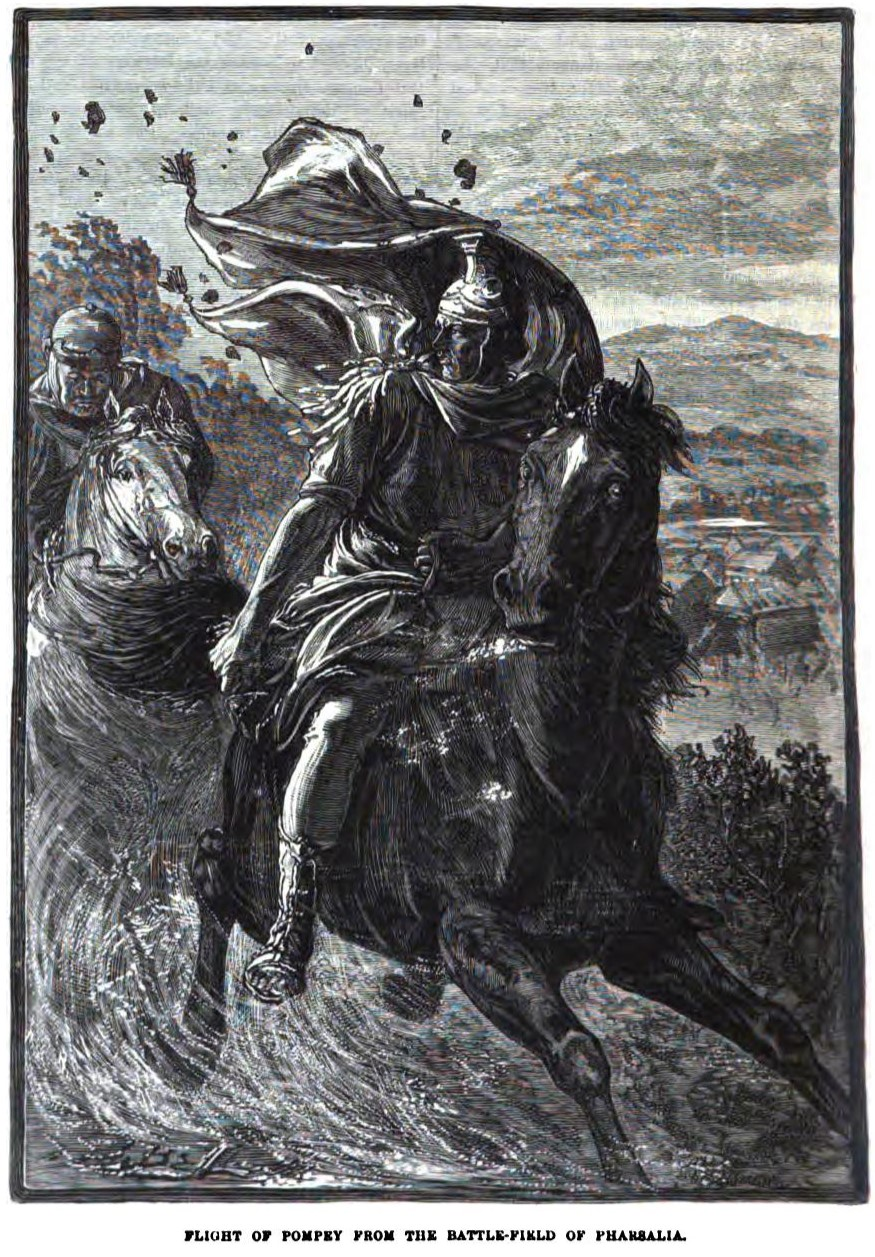
Fuite de Pompée à la bataille de Pharsale, gravure de lIllustrated Universal History, vol. 3, 1882.

À son retour en Italie fin 50 av. J.-C., une crise politique aiguë oppose César à Pompée et aux conservateurs du Sénat. Cicéron rencontre Pompée le 25 décembre, mais stationne hors de Rome, attendant selon l'usage que le Sénat l'autorise à y pénétrer en triomphateur. Il n'assiste donc pas aux séances du Sénat qui déclenchent le conflit avec César.
Lorsque ce dernier envahit l'Italie en janvier 49 av. J.-C., Cicéron fuit Rome comme la plupart des sénateurs, et se réfugie dans une de ses maisons de campagne. Sa correspondance avec Atticus exprime son désarroi et ses hésitations sur la conduite à tenir. Il considère la guerre civile qui commence comme une calamité, quel qu'en soit le vainqueur.
César, qui souhaite regrouper les neutres et les modérés, lui écrit puis lui rend visite en mars, et lui propose de regagner Rome comme médiateur. Cicéron refuse et se déclare du parti de Pompée. César le laisse réfléchir, mais Cicéron finit par rejoindre Pompée en Épire en juin 49 av. J.-C..
Selon Plutarque, Cicéron, mal accueilli par Caton qui lui dit qu'il aurait été plus utile pour la République qu'il soit resté en Italie, se comporta en poids mort et ne prit part à aucune action militaire menée par les pompéiens. Après la victoire de César à Pharsale en 48 av. J.-C., il abandonne le parti pompéien et regagne l'Italie, où il est bien accueilli par César, qui se montre modéré et n'exerce pas de représailles contre ses opposants. Sur l'instance d'un groupe de sénateurs, il gracie même l'exilé Marcellus. Cicéron fait un éloge enthousiaste de cette clémence et exhorte César à réformer la République en prononçant le discours Pro Marcello, puis en profite pour obtenir la grâce de plusieurs de ses amis avec le Pro Q. Ligario et le Pro rege Deiotaro. Mais il déchante bientôt quand il ne constate aucun retour du pouvoir sénatorial. Dans une lettre à Varron du 20 avril 46 av. J.-C., il donne ainsi sa vision de son rôle sous la dictature de César :
« Je vous conseille de faire ce que je me propose de faire moi-même — éviter d’être vu, même si nous ne pouvons éviter que l’on en parle… Si nos voix ne sont plus entendues au Sénat et dans le Forum, que nous suivions l’exemple des sages anciens et servions notre pays au travers de nos écrits, en nous concentrant sur les questions d’éthique et de loi constitutionnelle. »

### Retraite politique et travaux philosophiques

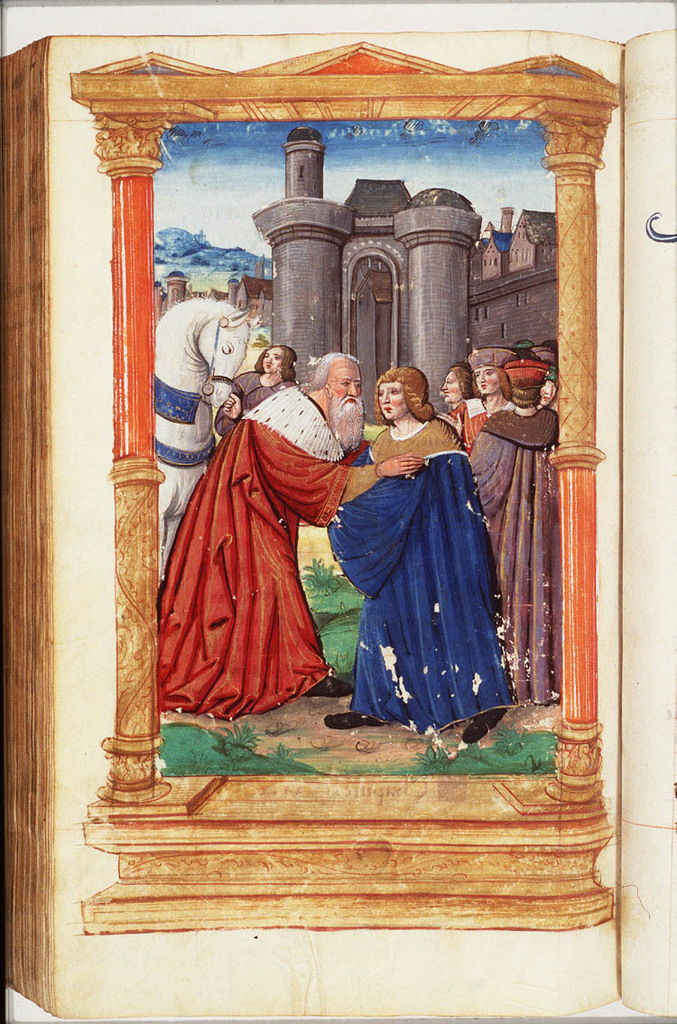
Cicéron en vieux sage, accueilli par Caton le Jeune, miniature anonyme, v. 1500.

Cicéron met ce conseil en pratique durant la période 46/44 av. J.-C. Il réside le plus souvent dans sa résidence de Tusculum et se consacre à ses écrits, à la traduction des philosophes grecs, voire à la rédaction de poésie. Il anime un cercle de jeunes aristocrates désireux d'apprendre la rhétorique à son contact et d'admirateurs comme Hirtius, Pansa et son gendre Dolabella, menant des exercices oratoires sur des thèmes d'actualité comme « les moyens de ramener la paix et la concorde entre les citoyens »,.
Il déploie une intense activité rédactionnelle et publie en quelques mois ses ouvrages philosophiques majeurs, une façon selon lui de travailler au bien public en ouvrant au plus grand nombre l'accès à la philosophie : ainsi se succèdent l'Hortensius, la Consolation, les Académiques, les Tusculanes, le De finibus, De la nature des Dieux, De la divination, De la vieillesse.
Sa vie privée est néanmoins perturbée : il divorce de Terentia en 46 av. J.-C., et épouse peu après la jeune Publilia, sa pupille. Selon le témoignage de Tiron après la mort de Cicéron, celui-ci, gestionnaire en fideicommis des biens de Publilia, l'aurait épousée pour éviter de lui restituer ces biens si elle convolait avec un tiers. En février 45 av. J.-C., sa fille Tullia meurt, lui causant une peine profonde. Il divorce alors de Publilia, parce qu'il croit qu'elle s'était réjouie du décès de Tullia.
Ses relations avec César sont devenues assez distantes. Si César n'est pas le modèle de dirigeant éclairé que Cicéron théorisait dans son De Republica, il n'est pas non plus le tyran sanguinaire qu'on avait craint ; de toute façon, il est désormais maître absolu de Rome. Cicéron s'en accommode donc. Il rédige un panégyrique de Caton, qu'il qualifie de « dernier républicain », petite manifestation d'indépendance d'esprit à laquelle César répond en publiant un Anticaton, recueil de ce que l'on peut reprocher à Caton. Cicéron conclut ce duel rédactionnel en complimentant « d'égal à égal » César pour la qualité littéraire de son écrit.
En décembre 45 av. J.-C., César et sa suite s'invitent à dîner dans la villa de Cicéron à Pouzzoles. Au grand soulagement de Cicéron, César ne recherchait qu'une soirée de détente ; la conversation est agréable et cultivée, n'abordant que des sujets littéraires :
« Services magnifiques et somptueux. Propos de bon goût et d’un sel exquis. Enfin, si vous voulez tout savoir, la plus aimable humeur du monde. […] L’hôte que je recevais n’est pourtant pas de ces gens à qui l’on dit : au revoir cher ami, et ne m’oubliez pas à votre retour. C’est assez d’une fois. Pas un mot d’affaires sérieuses. Conversation toute littéraire. […] Telle a été cette journée d’hospitalité ou d’auberge si vous l’aimez mieux, cette journée qui m’effrayait tant, vous le savez, et qui n’a rien eu de fâcheux. »

### Dernier engagement politique
Trois mois plus tard, Cicéron est surpris par l'assassinat de César, aux Ides de Mars, le 15 mars 44 av. J.-C., car les conjurés l'avaient laissé hors de la confidence en raison de son anxiété excessive. Dans le flottement politique qui suit, Cicéron tente de se rallier le Sénat romain, et fait approuver une amnistie générale qui désarme les tensions tandis que Marc Antoine, consul et exécuteur testamentaire de César, reprend le pouvoir un instant vacillant. Il fait confirmer toutes les décisions prises par César et organise ses funérailles publiques, qui tournent à l'émeute contre ses meurtriers. Comme d'autres sénateurs, Cicéron se replie dans ses villae de Campanie, où il continue sa production littéraire tout en se tenant au courant de l'évolution politique. Cicéron reprend espoir lorsque son gendre Dolabella, qui exerce le consulat en alternance avec Antoine, interdit les manifestations populaires à l'emplacement où César a été incinéré. De plus, Dolabella lui accorde le titre de légat, ce qui l'autorise à quitter l'Italie s'il le désire.

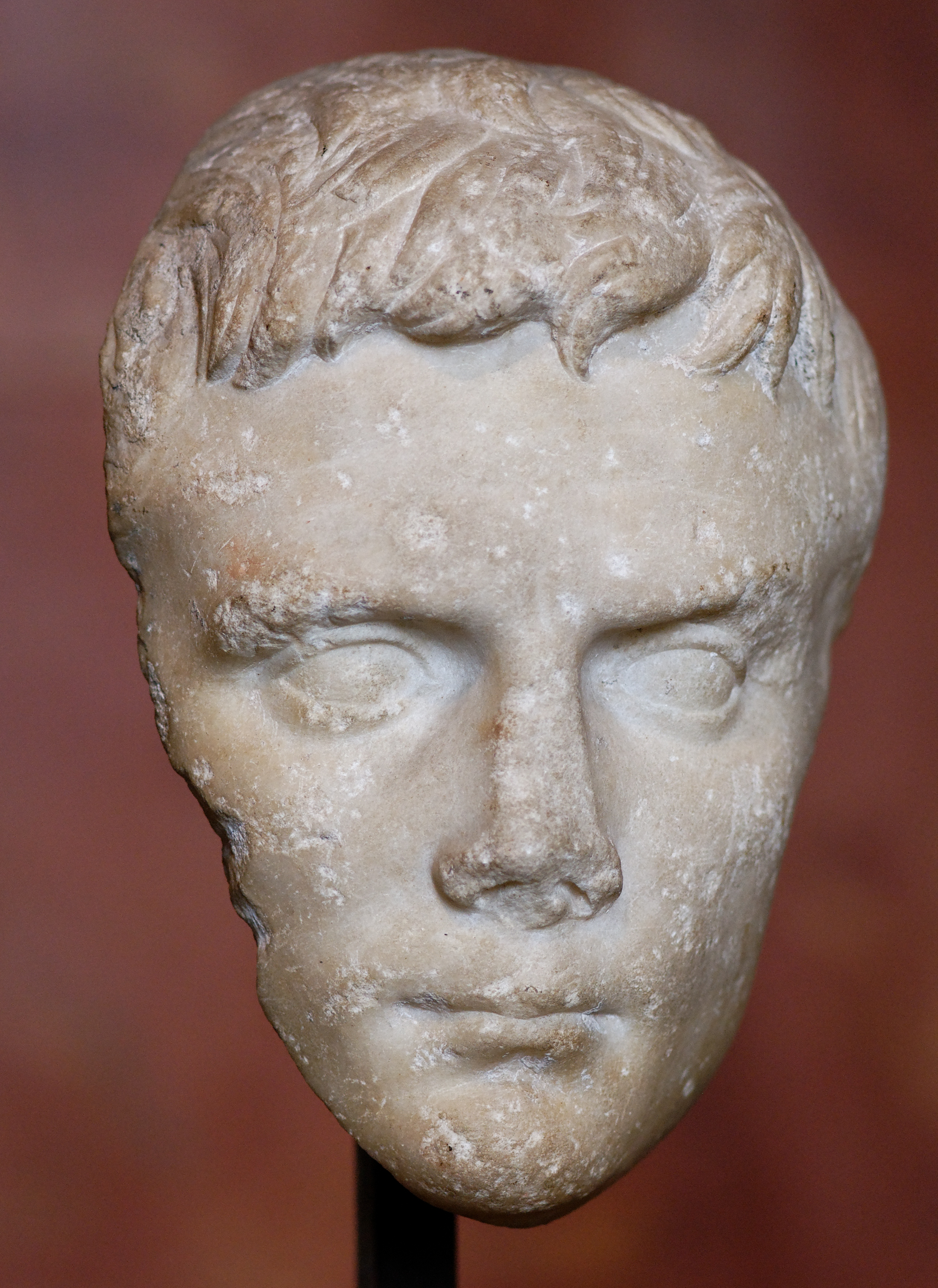
Octave jeune, que Cicéron, son aîné de plus de quarante ans, ne put influencer.

Le jeune Octave, héritier de César, arrive en Italie en avril. Par ses distributions d'argent, il développe son influence auprès des vétérans de César démobilisés. Cicéron se montre hésitant. Il songe à rejoindre son fils à Athènes, mais renonce en cours de route et revient à Rome fin août. Début septembre 44 av. J.-C., il commence à attaquer Marc-Antoine dans une série de discours de plus en plus violents, les Philippiques.
En novembre -44, Octave écrit plusieurs fois à Cicéron, qu'il finit par convaincre de son adhésion à la cause républicaine contre Antoine. Fin décembre -44, Cicéron prononce devant le Sénat la troisième Philippique, puis la quatrième devant le peuple, tandis qu'il encourage les gouverneurs des Gaules Plancus et Decimus Brutus à résister à la mainmise d'Antoine sur leurs provinces. En janvier -43, Antoine et Dolabella sont remplacés au consulat par Hirtius et Pansa, que César avait nommés d'avance et qui sont d'anciens élèves de rhétorique de Cicéron. Cicéron continue ses Philippiques, mais ne parvient pas à faire proclamer Antoine ennemi public par les sénateurs. Au contraire, il doit accepter qu'on lui envoie des négociateurs. En mars, accompagnés d'Octave, Hirtius et Pansa attaquent Antoine qui assiège Decimus Brutus dans Modène. Antoine est repoussé, mais Hirtius et Pansa, sur qui Cicéron comptait, sont morts dans les combats. Lorsque la nouvelle parvient à Rome en avril, Cicéron, dans sa dernière Philippique, couvre d'honneurs Octave et obtient enfin qu'Antoine soit déclaré ennemi du peuple romain.
Pour remplacer les consuls décédés, selon l'historien Appien, Octave propose que Cicéron et lui se portent candidats. Octave n'a ni l'âge ni le parcours politique pour être légalement consul, les sénateurs refusent donc, mais commettent la maladresse de repousser les élections à l'année suivante, laissant la République sans dirigeant. Autre motif de préoccupation pour Cicéron, une lettre de Decimus Brutus lui révèle qu'un proche d'Octave l'incite à se méfier de lui. Fin juillet, une délégation de soldats force le Sénat à accorder le consulat à Octave, ce qu'un vote populaire ratifie le 19 août. Octave s'entend alors avec Marc-Antoine et Lépide, et constitue le Second triumvirat, qui reçoit fin octobre -43 les pleins pouvoirs avec comme programme venger César de ses meurtriers.
Les trois hommes s'accordent pour éliminer leurs ennemis personnels. Malgré l'attachement d'Octave pour son ancien allié, il laisse Marc-Antoine proscrire Cicéron, après trois jours de négociations selon Plutarque. L'orateur est assassiné le 7 décembre 43 av. J.-C. au moment où il quitte sa villa de Formia pour gagner le port de Gaète, ; sa tête et ses mains coupées sont exposées sur les Rostres, au forum, sur ordre de Marc-Antoine, ce qui choque fortement l'opinion romaine. Son frère Quintus et son neveu sont exécutés peu après dans leur ville natale d'Arpinum. Seul son fils, alors en Macédoine, échappe à cette répression.

### La mort de Cicéron
La mort décrite de Cicéron ne repose pas sur l'exactitude historique, les récits se contredisent. On est plus dans la rhétorique et la mise en scène. En fait, les biographes appliquent des colores, des éléments historiques qu'on déforme et qu'on manipule pour servir des intérêts esthétiques ou moralisants, dans ce cas, la dévotion, la pietas, la trahison, le fait de ne pas accabler les tueurs… Il est fort probable que les récits brodent à partir du fait brut de l'exécution. La mort de Quintus et de son fils (narrée par deux récits contradictoires et tardifs de Dion Cassius et Appien, qui de plus partagent des réminiscences avec l'exécution de Marcus) repose sur le même principe.
Le culte de la mort honorable et héroïque est très fort dans la Rome antique et tout homme sait qu'il est aussi jugé sur son attitude, ses poses ou ses propos lors de ses derniers moments. En fonction de leurs intérêts politiques ou de leur admiration envers Cicéron, ses biographes ont parfois considéré sa mort comme exemple de lâcheté (Cicéron est assassiné alors qu'il est en fuite) ou plus souvent, au contraire, comme un modèle d'héroïsme stoïque (il tend son cou à son bourreau, qui ne peut supporter son regard).
La version de l'événement que donne Plutarque combine habilement ces deux visions :

« À ce moment, survinrent les meurtriers ; c'étaient le centurion Herennius et le tribun militaire Popilius que Cicéron avait autrefois défendu dans une accusation de parricide. […] Le tribun, prenant quelques hommes avec lui, se précipita […] Cicéron l'entendit arriver et ordonna à ses serviteurs de déposer là sa litière. Lui-même portant, d'un geste qui lui était familier, la main gauche à son menton, regarda fixement ses meurtriers. Il était couvert de poussière, avait les cheveux en désordre et le visage contracté par l'angoisse. […] Il tendit le cou à l'assassin hors de la litière. […] Suivant l'ordre d'Antoine, on lui coupa la tête et les mains, ces mains avec lesquelles il avait écrit les Philippiques. »

Sa tête et ses mains coupées sont exposées à la tribune des Rostres, exhibition macabre que Marius puis Sylla avaient déjà ordonnée pour l'exécution de leurs opposants.

Représentations de la mort de Cicéron
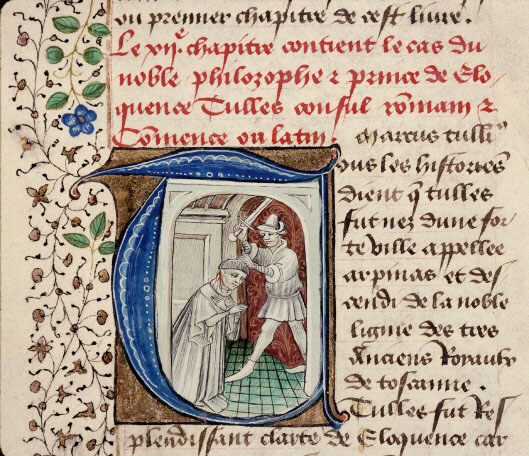
L'assassinat de Cicéron illustré dans De casibus virorum illustrium (France, XVe siècle).
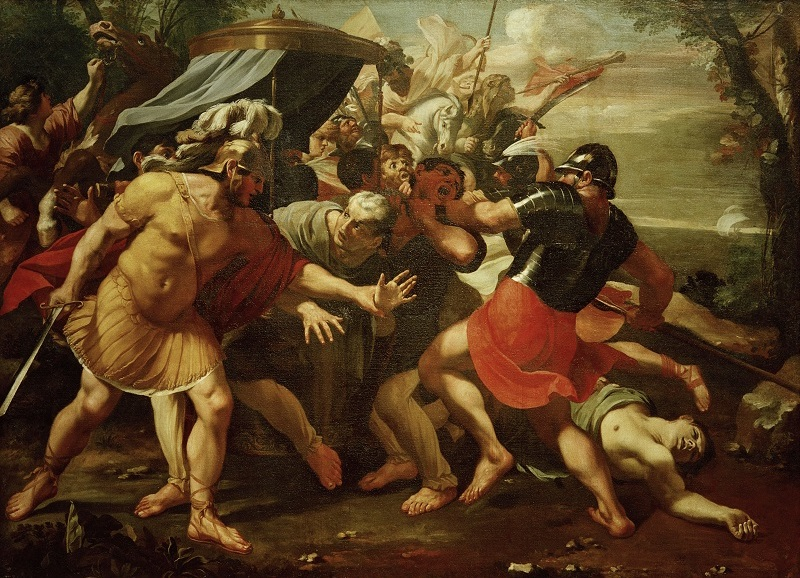
Autre représentation de la scène par François Perrier (XVIIe siècle).
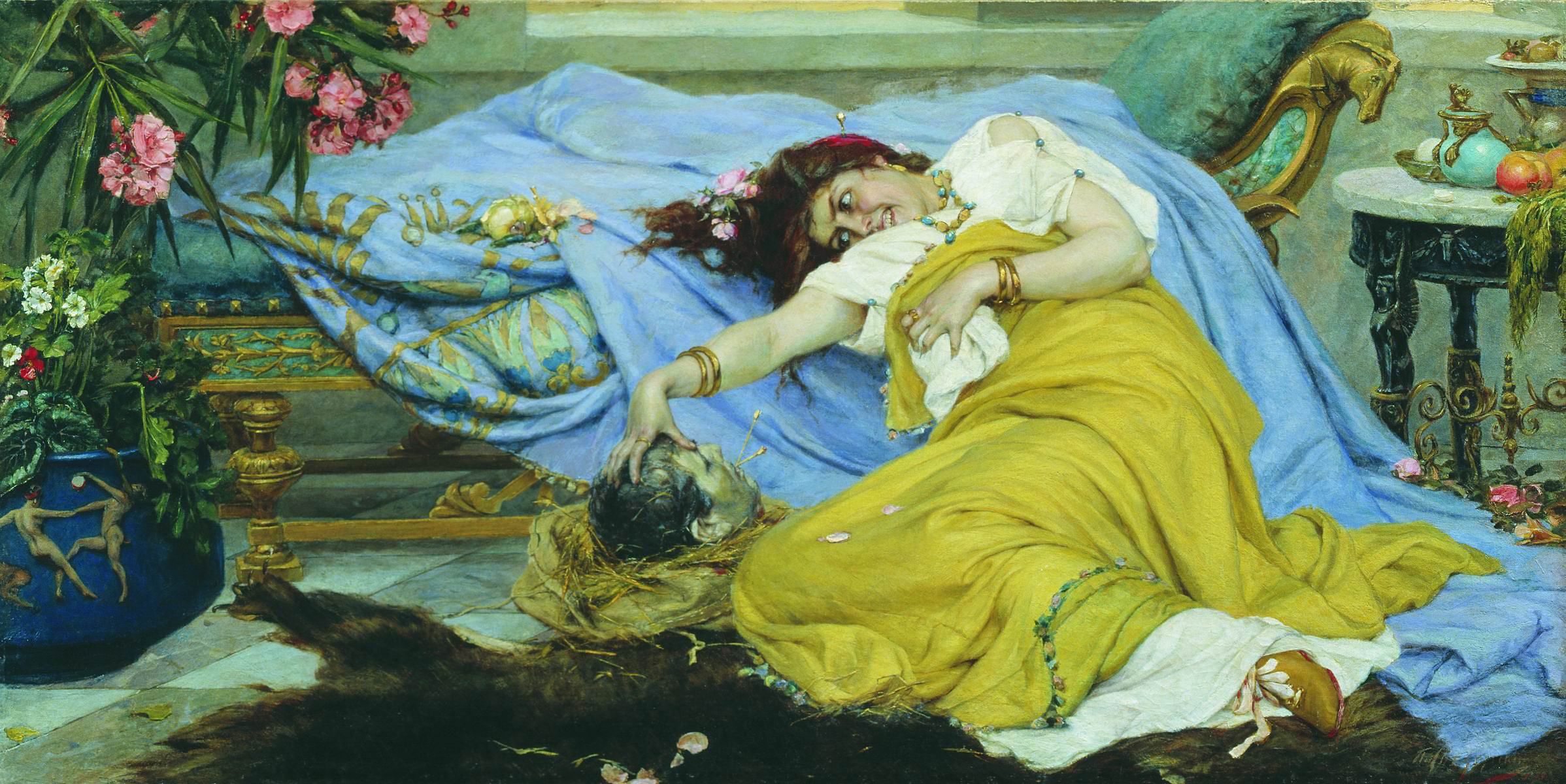
L'épouse de Marc Antoine Fulvie joue avec la tête de Cicéron, par Pavel Svedomski (XIXe siècle).

## Œuvres
Cicéron est considéré comme le plus grand auteur latin classique, tant par son style que par la hauteur morale de ses vues. La partie de son œuvre qui nous est parvenue est par son volume une des plus importantes de la littérature latine : discours juridiques et politiques, traités de rhétorique, traités philosophiques, correspondance. Malgré le biais qu'impose le point de vue de l'auteur, elle représente une contribution prépondérante pour la connaissance de l'histoire de la dernière période de la République romaine.
Les textes qui nous sont parvenus sont des versions révisées et parfois réécrites par Cicéron, avec l'aide de son esclave et sténographe Tiron, tandis qu'Atticus se charge de les faire copier et mettre en vente. Cicéron affranchit Tiron en 53 av. J.-C., et Tiron devenu Marcus Tullius Tiro resta son collaborateur. Après la mort de Cicéron, il édite sa correspondance et de nombreux discours, éditions dignes de confiance si l'on en croit Aulu-Gelle, qui les lut deux siècles plus tard.

### Plaidoiries et discours
En près de quarante ans, Cicéron prononce environ cent cinquante discours. Parmi ceux-ci, 88 sont identifiés par leurs titres cités dans d'autres textes, ou par des fragments, et 58 ont été conservés. Ils se répartissent en discours judiciaires et en harangues politiques prononcées devant le Sénat ou devant le peuple.
Les plaidoiries composées à l'occasion de procès ont des titres commençant par les mots Pro ou In, le nom suivant l'un de ces deux mots introductifs étant celui de la partie représentée en tant qu'avocat par Cicéron (Pro) ou de la partie adverse (In). Selon la loi romaine, l'avocat ne peut toucher d'honoraires, son assistance rentre dans le système de relations sociales, fait de services rendus et d'obligations en retour. Si les premières plaidoiries de Cicéron contribuent à lui constituer un réseau de soutien pour son ascension politique, les plaidoiries prononcées après son consulat sont des remerciements à ses amis : il défend son vieux maître de grec Archias (pro Archia), Sulla (pro Sulla) qui lui avait consenti un crédit pour l'achat de sa maison du Palatin, Flaccus (Pro Flacco) qui l'avait soutenu contre Catilina, Plancius, Sestius et Milon qui l'ont physiquement protégé pendant et après son exil et qui sont à leur tour défendus en justice. En revanche, certains discours sont des services imposés par les triumvirs, comme la défense de Publius Vatinius, auparavant vilipendé par Cicéron dans le In Vatinium, ou celle d'Aulus Gabinius, responsable de son exil en -58. L'absence de publication ultérieure du pro Vatinio et du pro Gabinio se comprend aisément.
Mais lisons-nous les discours qui ont été réellement prononcés ? Cicéron lui-même précise qu'il procède à des remaniements (Lettres à Atticus, I, 13 et XIII, 20). On sait pour plusieurs discours, comme le Pro Milone, que Cicéron a remis en forme et publié son texte après le procès. Dion Cassius, très critique à l'égard de Cicéron, affirme même que tous ses discours ont été composés en chambre pour simuler une éloquence qu'il n'a pas, point de vue repris par certains modernes comme Antonio Salieri. Jules Humbert a rappelé que les actions judiciaires à Rome étaient complexes (avec des interrogatoires, des interventions multiples), ce qui implique que Cicéron a souvent regroupé en un seul discours des éléments divers. Quand Cicéron rédige, ce ne peut être que dans un double but : multiplier son action politique et exécuter, en particulier pour la jeunesse, des modèles d'éloquence, les discours illustrant les leçons de ses traités de rhétorique. Wilfried Stroh a sans doute raison : selon lui, Cicéron préparait ses discours par des notes, dont de rares fragments nous sont parvenus, et par un plan avec les têtes de chapitre. Seul le début du discours était rédigé puis appris par cœur. Après l'avoir prononcé, et s'il décidait de le publier, Cicéron le mettait par écrit de mémoire à partir de son plan. Mais il ne faut pas exagérer les modifications apportées : Cicéron ne pouvait pas trop changer le discours prononcé car l'auditoire le gardait en mémoire. Il a seulement dû donner à ses rédactions une couleur plus propre à convaincre des lecteurs politiquement importants et à séduire les jeunes amateurs d'éloquence. Nous pouvons donc bien juger de son art par le texte qui nous est parvenu.

### Traités de rhétorique
Les Romains ont consacré peu d'ouvrages aux techniques oratoires avant l'époque de Cicéron, on ne connaît que celui que Caton l'Ancien rédige pour son fils. Un autre manuel de rhétorique, également en forme de guide pratique, la Rhétorique à Herennius, est longtemps attribué à Cicéron, et comme tel publié à la suite du De Inventione. Quoique ce traité puisse être daté de l'époque de Cicéron d'après les personnages qu'il évoque, la période 86-82, cette paternité n'est plus retenue de nos jours en raison des opinions exprimées dans l'ouvrage qui sont fort différentes de celles de Cicéron.
Cicéron consigne des règles de l'art oratoire dans une œuvre de jeunesse datée de 84 av. J.-C., le De inventione, sur la composition de l'argumentation en rhétorique, dont deux des quatre livres qui le composent nous sont parvenus. Se positionnant par rapport aux maîtres grecs, Aristote qu'il suit et Hermagoras de Temnos qu'il réfute, Cicéron consacre une longue suite de préceptes à la première étape de l'élaboration d'un discours, l'inventio ou recherche d'éléments et d'arguments, pour chacune des parties du plan type d'un discours : l'exorde, la narration, la division, la confirmation, la réfutation et la conclusion. Pour les autres étapes, Cicéron renvoie à des livres suivants, perdus ou peut-être jamais écrits. Toutefois, lorsqu'il atteint sa maturité, il semble regretter cette publication précoce et quelque peu scolaire, qu'il critique dans le De Oratore et la qualifie d',. Néanmoins, le De inventione propose une classification originale des arguments présents dans un discours politique, distinguant ce qui est utile et ce qui est moral ou beau (honestum), les deux pouvant être dans le même discours. Plus tard dans sa carrière politique, Cicéron met en pratique cette approche, argumente devant le Sénat sur ce qui est utile et moral, tandis qu'il développe davantage l'utile dans ses discours au peuple.
En 55 av. J.-C., soit presque trente ans plus tard, et fort de son expérience, Cicéron reprend ses réflexions théoriques avec le célèbre Dialogi tres de Oratore (Les trois dialogues sur l'orateur). Il adopte une nouvelle approche pour en faire une œuvre philosophique et littéraire, la première du genre à Rome. Il présente son ouvrage sous forme de dialogue platonicien entre les grands orateurs de la génération précédente : Antoine, Crassus et Scævola, ce dernier ensuite remplacé par Catulus et son frère utérin César Strabon. Ils s'entretiennent avec Sulpicius et Cotta, jeunes débutants avides de s'instruire auprès d'hommes d'expérience. Leur réunion date de l'année 91 av. J.-C., période agitée qui précède la guerre sociale puis la sanglante rivalité entre Marius et Sylla, ce qui fait volontairement écho selon Levert à la situation politiquement troublée qui prévaut lors de la publication de cette œuvre. La portée politique du traité apparaît nettement, juste après le préambule, dans l'exaltation par Crassus du rôle du grand orateur dans la cité, puis le premier livre débat de la définition de la rhétorique et des qualités nécessaires de l'orateur. Dans le second dialogue, les interlocuteurs dissertent des différentes étapes définies par la rhétorique pour l'élaboration du discours, l'invention, la disposition et la mémorisation, et ils critiquent les règles scolaires grecques généralement admises. L'humour manipulateur a même sa place, sous forme de raillerie pour le ton du discours, ou de bons mots pour réveiller l'intérêt du public ou calmer son excitation. Le dernier dialogue porte sur l'élocution et l'action. L'ensemble forme un traité complet, sans avoir la lourdeur d'un manuel grâce au style dialogué. Cicéron présente dans cette œuvre sa célèbre théorie des trois objectifs de l'orateur : « prouver la vérité de ce qu'on affirme, se concilier la bienveillance des auditeurs, éveiller en eux toutes les émotions utiles à la cause », ou avec plus de concision « instruire, plaire, émouvoir ».
Dans un dernier traité important sur la rhétorique, l'Orator ad Brutum (Sur l'Orateur) publié en 46 av. J.-C., Cicéron développe une nouvelle théorie fondamentale pour l'esthétique latine, sur les trois niveaux de style que doit maîtriser l'orateur idéal, les styles simple, médian ou élevé, à appliquer selon l'importance du sujet du discours et l'objectif de l'orateur, informer, plaire ou ébranler l'auditoire.
Cicéron revient à des exposés didactiques dans deux ouvrages techniques de portée plus limitée. Le De partitionibus oratoriis, sur les subdivisions du discours, daté de -54, est un abrégé méthodologique destiné à son fils. Le Topica est rédigé en quelques jours en 44 à la demande de son ami Trebatius Testa, qui le prie d'expliquer les règles d'Aristote sur les topoï, éléments de l'argumentation. Sous la plume de Cicéron, la topique assume une fonction nettement politique.

### Lettres
La correspondance de Cicéron fut abondante tout au long de sa vie. En villégiature dans ses propriétés, il peut écrire plusieurs lettres par jour, le plus souvent dictées à son secretaire Tiron, d'où le ton de conversation de cette correspondance. Beaucoup ne sont pas parvenues pour diverses raisons et en particulier parce qu'elles ont été "expurgées" pour des raisons politiques au moment de la publication.  Il reste aujourd'hui 954 lettres dont plus de 70 réponses de ses correspondants.
On suit de novembre 68 à juillet 43, dernière lettre conservée, son évolution politique et philosophique, ses relations personnelles et les tracas quotidiens dans lesquels il se débat. Acteur politique, Ciceron s'interroge beaucoup sur la conduite à tenir dans la période de troubles de la fin de la République où le pouvoir est exercé par des chefs militaires. Cette correspondance donnent aux historiens de nombreux témoignages sur divers aspects de la vie de l'époque, dont les activités financières et commerciales de la couche supérieure de la société formée par les sénateurs, les chevaliers, les banquiers et les grands commerçants (negociatores).
Ces lettres ne sont pas à l'origine destinées à être publiées, même si, un an avant sa mort, Cicéron songe à en éditer certaines : « Il n'existe point de recueil de mes lettres », écrit-il à Atticus le 9 juillet 44, « mais Tiron en a environ 70 ; et certes, on devra t'en demander quelques-unes. Il faut que je les voie, que je les corrige; alors seulement elles seront publiées. » Il n'en aura pas le temps. La publication de ces lettres, durant l'Antiquité, se fera de manière posthume, à partir des archives de Tiron et celles d'Atticus.

## L'orateur
Cicéron jouit d'une réputation d'excellent orateur, de son vivant et plus encore après sa disparition. Selon Pierre Grimal, nul autre que lui n'était capable d'élaborer une théorie romaine de l'éloquence comme mode d'expression et moyen politique.
Cicéron rédige sur ce sujet de nombreux ouvrages, didactiques ou théoriques, et même historiques. Parmi ceux-ci, il désigne comme ses cinq livres oratoires majeurs : Dialogi tres de Oratore (Les trois dialogues sur l'orateur) composés en -55 ; Orator ad Brutum (Sur l'Orateur) et Brutus sive dialogus de claris oratoribus (Brutus ou dialogue sur les orateurs illustres), deux ouvrages publiés en -46.

### L'éloquence à Rome
À partir du IIe siècle av. J.-C., la maîtrise du discours devient une nécessité pour les hommes politiques qui se font concurrence, lors des procès qui se multiplient, dans les débats au Sénat, et les prises de parole pour séduire une opinion publique de plus en plus présente. Les Romains se mettent à l'école des rhéteurs grecs, véritables professionnels de la parole. À l'époque de Cicéron, plusieurs styles sont en vogue, tous d'origine hellénique : l'asianisme, forme de discours brillante et efficace originaire d'Asie, mais tendant à l'enflure et au pathos, à l'exagération, aux effets faciles, usant de tournures maniérées et recherchées ; l'école de Rhodes, qui professe une éloquence sobre et au débit calme, dont Démosthène était le modèle.

### Le style de Cicéron
Selon Cicéron, certains excès d'émotion de l'asianisme ne conviennent pas à la gravitas, le sérieux et la mesure du caractère romain. Il se range dans l'école de Rhodes, plus modérée, où il suit les enseignements de Molon, et voue une grande admiration à Démosthène.
L'expression de Cicéron est souvent redondante, reprenant la même idée avec des mots nouveaux, multipliant les expressions redoublées. Cette abondance lui permet de composer de longues phrases en périodes, dont les propositions s'enchaînent pour créer l'attente de la fin et donner une impression d'équilibre (concinnitas). Enfin, il accorde une grande attention à la sonorité de ses phrases, et veille au « nombre oratoire », emploi de mesures enchaînant les syllabes longues et brèves du latin classique, pour un effet identique aux pieds de la poésie. Pour la prononciation de ses périodes, Cicéron adopte une élocution lente et réfléchie, qui s'écoule sans heurt et que Sénèque compare à une eau qui se répand et forme une nappe tranquille,.
Un exemple permet d'observer quelques-unes des caractéristiques du style cicéronien : ceci est l'introduction du discours que Cicéron prononce en -66, le Pro lege Manilia dit aussi De imperio Cn. Pompei. Cicéron est alors en pleine ascension politique et s'adresse pour la première fois au peuple du forum, depuis la tribune des Rostres :
| Quamquam mihi semper frequens conspectus vester multo iucundissimus, hic autem locus ad agend(um) amplissimus, ad dicend(um) ornatissimus est visus, Quirites, tamen hoc aditu laudis qui semper optimo cuique maxime patuit non mea me voluntas adhuc sed vitae meae rationes ab ineunte aetate susceptae prohibuerunt | Bien que j'aie toujours le plus grand plaisir à vous revoir souvent, que ce lieu me soit toujours apparu, pour agir, le plus puissant, pour parler, le plus magnifique, citoyens de Rome, ce chemin vers la gloire, toujours très ouvert aux meilleurs, ce n'est pas délibérément que j'en suis resté éloigné jusque-là, mais à cause des principes de vie que je me suis donnés dès ma jeunesse. |

Cette longue période commence par trois propositions subordonnées, qui font monter l'attente, et redescend après le Quirites (citoyens) sur trois autres propositions. L'éloge du lieu est redoublé (le plus puissant pour agir, le plus magnifique pour parler). La répétition des superlatifs suffixés en -issimus crée un rythme sonore (homéotéleute) dans la première partie, comme les agend(um)/dicend(um), avec l'élision du um en raison de la voyelle qui suit le mot. La fin de la période reprend un autre effet d'assonance avec la répétition de quatre diphtongues ae. D'autres effets de diction font appel à la scansion poétique, avec la succession d'une syllabe longue, une brève, une longue (crétique), ou l'alternance d'une brève, une longue, une brève, une longue (double trochée). La suite du discours est non moins soignée, avec un plan en trois parties, sur l'art de la guerre, la grandeur de cet art, et quel général choisir. Dans cette dernière partie, l'énoncé des qualités nécessaires en quatre points est un procédé d'énumération classique en rhétorique.
L'humour est fréquent dans la rhétorique de Cicéron, qui pratique tous les styles : ironie, dérision dans le Pro Murena qui tourne en ridicule la rigueur stoïcienne, jeu de mots dans les Verrines, exploitant le double sens du péjoratif iste Verres, « ce Verrès », pouvant aussi se comprendre « ce porc ». Il sait ridiculiser un adversaire : il met en scène Clodius qui s'était déguisé en femme lors du scandale de Bona Dea. « P. Clodius a quitté une crocota (robe safran), un mitra (turban), des sandales de femme, des bandelettes de pourpre, un strophium (soutien-gorge), un psaltérion, la turpitude, le scandale, pour devenir soudain ami du peuple ». Outre l'habituelle accumulation terminée par une chute en contraste comique, Cicéron multiplie les mots grecs, pour jouer sur le préjugé anti-grec de son auditoire.

### Critique et défense de son style
Ce style d'éloquence a eu des détracteurs, qui étaient partisans d'une éloquence imitée des anciens orateurs attiques, particulièrement de Lysias, et qui s'étaient groupés autour de Licinius Calvus. Centrés sur la clarté d'expression, la correction du langage et un certain dépouillement, ces orateurs attiques critiquent Cicéron pour son manque de simplicité, ses figures de style, son pathétique. Ils l'ont trouvé surabondant, ampoulé (inflatus, tumidus), tendant à se répéter inutilement (redundans) et faisant dans la démesure (superfluens), se complaisant trop au balancement des périodes terminées sur les mêmes rythmes.
Cicéron répond à cette polémique en 46 av. J.-C. Il affirme dans le De optimo genere oratorum (Du meilleur style d'orateur) que ses compatriotes qui se disent attiques ne le sont pas. Après avoir souligné les limites stylistiques de Lysias, il étaye son point de vue par deux exemples de ce qu'il qualifie de véritable atticisme, en traduisant depuis le grec deux plaidoyers d'Eschine et Démosthène. De cette œuvre, il ne nous reste que la préface introductive de Cicéron, les traductions proprement dites sont perdues. Il poursuit par un second traité, l'Orator ad Brutum (Sur l'Orateur), où il fait l'éloge d'un style abondant et soigné, quasi musical par son rythme, qu'il fait sien contre l'atticisme étriqué et monochrome. Selon lui, cet atticisme que certains rendent aride est plus propre à plaire à un grammairien qu'à séduire et convaincre la foule.
S'il prend Démosthène comme modèle dans les Philippiques, ses derniers discours, Cicéron reste plus exubérant que son maître. Quand Démosthène accuse Eschine d'être à l'origine de la guerre contre Philippe II de Macédoine, il emploie une comparaison imagée et balancée : « Car celui qui a semé la semence, celui-là est aussi responsable des plantes. » Cicéron la reprend contre Marc Antoine, qu'il rend responsable de la guerre civile :
| Ut igitur in seminibus est causa arbor(um) et stirpium, sic huius luctuosissimi belli semen tu fuisti. | « Comme dans la semence se trouve le principe des arbres et des plantes, ainsi tu as été la semence de cette guerre si douloureuse. » |

Cicéron amplifie l'argument initial avec une répétition (arbres et plantes), un superlatif (luctuosissimi) dérivé du pathétique luctus (douleur, deuil), et module avec sa finale habituelle en ditrochée (tū fŭīstĭ, : une longue, une brève, une longue, une brève).

### De la rhétorique à l'Histoire
Cicéron considère que les règles de la rhétorique peuvent tout à fait s'appliquer à la composition d'ouvrages sur l'Histoire, et que celle-ci est « un travail particulièrement propre à un orateur »,. La présentation brute des faits historiques n'est qu'un travail de narrateur, le véritable historien doit leur apporter l'exornatio, embellissement littéraire et philosophique. En -46, il rédige une brève histoire de l'éloquence avec son Brutus sive dialogus de claris oratoribus, une première pour la rhétorique latine et un document précieux pour la connaissance des auteurs romains. Comme ses précédents traités, elle est présentée sous forme de dialogue. Elle fait un panorama de la rhétorique grecque puis dresse la chronologie des orateurs romains célèbres, depuis les débuts de la République jusqu'à César, dont la qualité d'expression est appréciée, et qui prononce un éloge de Cicéron ! En même temps, Cicéron retrace le lent perfectionnement de la rhétorique latine, et répond aux critiques des néo-attiques.
En -44, Cicéron exprime dans sa correspondance son désir d'écrire d'autres ouvrages historiques, et de valoriser ainsi le passé de Rome. Il commence à réunir de la documentation, mais les circonstances qui l'accaparent empêchent ce projet. L'idée demeure et est réalisée quelques années plus tard en prose par la monumentale Histoire romaine de Tite-Live et en vers par l'Énéide de Virgile. La théorie historique de Cicéron a une influence considérable sur leurs successeurs, mais l'équilibre souhaité entre vérité historique, mise en forme littéraire et intentions morales va pencher de plus en plus vers l'embellissement, reléguant l'exactitude des détails a un aspect secondaire chez les historiens de la période impériale.

### Rôle de l'orateur dans la République
Toutefois, pour Cicéron, l'exercice oratoire ne se résume pas à l'apprentissage des procédés grecs de rhétorique. Il l'insère dans une vision plus vaste, développe une théorie de l'éloquence, et répond ainsi à la critique de Platon qui n'y voit qu'un exercice qui se réduirait à un art du faux-semblant.
Pour Cicéron, l'orateur doit être la figure centrale de la vie publique romaine, affirmation qui répond à l'ambition des imperators, qui recherchent gloire et pouvoir par leurs succès militaires et leurs triomphes. Dans son Brutus, il affirme à propos de César la supériorité de la gloire de l'éloquence sur celle des armes ou, selon une formule célèbre, « que les armes le cèdent à la toge », c'est-à-dire au pouvoir civil. L'orateur doit posséder au préalable des qualités fondamentales : une philosophie et une culture. Dans son Orator ad Brutum, Cicéron affirme que la parole repose sur la pensée, et ne saurait donc être parfaite sans l'étude de la philosophie. D'autre part, l'art de bien dire suppose nécessairement que celui qui parle possède une connaissance approfondie de la matière qu'il traite.

## Le philosophe
Cicéron se veut aussi philosophe et rédige sur la philosophie une vaste œuvre de présentation au public latin. Quoiqu'il ait eu successivement des professeurs issus de chacune des écoles philosophiques de son époque (platonicienne, péripatéticienne, stoïcienne, épicurienne), il a sa vie durant professé son attachement à la Nouvelle Académie.

### La philosophie à Rome avant Cicéron
Le goût des spéculations philosophiques pour elles-mêmes était étranger aux Romains. Rome accueille les idées grecques à partir du IIe siècle av. J.-C. avec une certaine méfiance incarnée par l'anti-hellénisme de Caton l'Ancien, tandis que des aristocrates comme les Scipions manifestent leur intérêt : les sénateurs ne veulent pas que le peuple et la jeunesse s'adonnent à des études qui absorbent toute l'activité intellectuelle, font rechercher le loisir, et produisent l'indifférence pour les choses de la vie réelle. Ainsi, en 173 av. J.-C., deux philosophes épicuriens, Alkios et Philiskos, sont chassés de Rome, soupçonnés de pervertir la jeunesse avec une doctrine fondée sur le plaisir, et en 161 av. J.-C., le préteur est autorisé à expulser philosophes et rhéteurs. Et les trois scolarques députés auprès du sénat par Athènes en 155 av. J.-C., Carnéade, Diogène et Critolaüs, ne comprennent aucun épicurien.
C'est le stoïcisme qui pénètre d'abord à Rome, avec Panétios de Rhodes, protégé de Scipion Émilien, et qui exerce une profonde influence sur les membres de son cercle Laelius, Furius, Aelius Stilo et les jurisconsultes Q. Ælius Tubéron et Mucius Scévola. Mais les autres doctrines ne tardent pas à s'introduire aussi à Rome, et à y avoir des disciples. À la fin du IIe siècle av. J.-C. paraissent les premiers ouvrages philosophiques rédigés en langue latine sous la plume du philosophe épicurien Amafinius. Le succès de ces livres est tel que l'épicurisme se répand rapidement dans les couches éduquées de l'Italie latine. D'autres auteurs à succès suivent cette voie. Après la prise d'Athènes par Sylla en 87 av. J.-C., les écrits d'Aristote sont apportés à Rome ; Lucullus réunit une vaste bibliothèque, où sont déposés les monuments de la philosophie grecque. En même temps, les Romains voient arriver dans leur ville les représentants des principales écoles de la Grèce. Selon l'opinion commune des contemporains de Cicéron, les stoïciens, les académiciens et les péripatéticiens expriment les mêmes choses avec des mots différents. Tous soutiennent le civisme de la tradition romaine et s'opposent en bloc à l'épicurisme, qui prône le plaisir, le repli sur la vie privée, dans le cercle restreint des amis.

### Son objectif: latiniser la philosophie

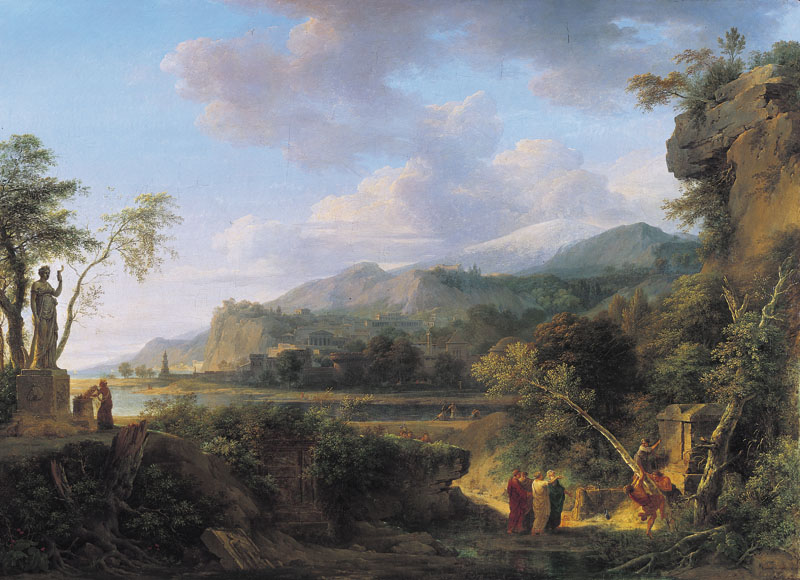
Cicéron découvrant le tombeau d'Archimède, toile de Pierre-Henri de Valenciennes, 1787.

Si l'on met à part Lucrèce et son De natura rerum, poème qui n'a pas la forme d'un exposé dogmatique, Cicéron se présente comme le premier des auteurs romains qui rédige en latin des ouvrages de philosophie. Il le rappelle avec fierté et en débat dans ses préambules, s'opposant à ses contemporains qui dédaignent l'étude ou qui, comme Varron, préfèrent lire directement les ouvrages des Grecs sur cette matière.
Cicéron parle couramment le grec, son éducation à Rome et ses voyages en Grèce et en Asie lui ont fait rencontrer les maîtres grecs des diverses écoles philosophiques. Il se documente en puisant dans les bibliothèques de ses amis et voisins, comme celle de la villa du fils de Lucullus à Tusculum, ou celle du fils de Sylla, riches de livres rapportés des campagnes militaires en Grèce et en Orient. Son ami Atticus lui procure aussi des ouvrages des auteurs grecs, ou des résumés de ces ouvrages. Cicéron définit lui-même le mode de rédaction de ses synthèses philosophiques, par sélection et reformulation : « Je ne fais pas office de traducteur. Je conserve ce qui a été dit par ceux dont je fais le choix et j'y applique ma façon de penser ainsi que mon tour de style ». Il donne aussi une coloration romaine en parsemant ses textes de citations de poètes latins, d'anecdotes et de souvenirs personnels, d'exemples de grandes figures historiques romaines, car il exalte le passé de Rome et en tire des leçons morales.
L'expression « Cicéron traducteur des Grecs » montre son succès à travers les termes philosophiques qu'il a inventés en latin à partir des mots grecs et qui ont connu une grande fortune en Occident. C'est lui qui élabore un vocabulaire spécifique pour rendre compte de la philosophie grecque. Au plus simple, Cicéron reprend directement le grec ancien, par exemple ἀήρ, aêr, qui devient le latin aer (l'air, un des quatre éléments, mot également tiré du grec elementa). Dans d'autres cas, il s'accorde le droit de forger un néologisme latin, comme qualitas (qualité), équivalent du grec poiotês, ou providentia, traduisant le grec pronoia (providence, ce qui veille sur les astres et les hommes, formée sur videre, voir). Toutefois, Émilienne Demougeot émet une réserve sur la paternité de ce dernier mot, qui apparaît dans le De inventione, une œuvre de jeunesse de Cicéron, époque à laquelle il est plus probable qu'il ait repris un vocable en usage dans les écoles latines. En revanche, et Cicéron s'en fait l'écho dans ses traités, la traduction des concepts théoriques est plus délicate et requiert des périphrases, surtout pour le stoïcisme qui emploie une terminologie qui lui est propre, qui n'est pas celle du grec populaire ni celle de Platon. Ainsi, phantasia (représentation mentale), comprise chez Aristote comme faculté de l'esprit, évolue en représentation sensorielle chez le stoïcien Zénon de Cition, ce que Cicéron rend par quod est visum , ce qui est vu. La thèse de Roland Poncelet inventorie les expressions et les procédés latins pour rendre les argumentaires grecs et traduit les difficultés et les solutions adoptées par Cicéron : par exemple, une difficulté à exprimer les raisonnements, reflétée par une surabondance de prépositions traduisant des relations concrètes de lieu (vers, en venant de, etc.) en place de relations modales comme « en tant que », « du point de vue de », « conformément à » ; ou encore le remplacement d'un concept général par une série d'exemples particuliers pour en extraire un comme représentatif.

### Une présentation en forme de dialogues
La présentation des traités philosophiques de Cicéron suit une forme inspirée des dialogues platoniciens, habituelle pour ce type d'œuvre. Toutefois, ce sont rarement des questionnements socratiques qui enchaînent de rapides répliques, mais plutôt des conversations tenues dans des villas de campagne par des aristocrates romains, qui exposent à tour de rôle les théories des écoles philosophiques auxquelles ils sont censés adhérer. Cette mise en scène permet à Cicéron de présenter les divers points de vue, d'opposer le pour et le contre (en latin in utramque partem) selon la méthode dialectique pratiquée par les philosophes de l'Académie. De surcroit, ce choix de protagonistes est une manière d'affirmer que des Romains illustres peuvent s'intéresser à la philosophie sans déchoir. Pour introduire ces conversations, Cicéron s'est constitué une série de prologues interchangeables, son liber prooemiorum dans lequel il puise à mesure de ses rédactions. Le procédé requiert quelque attention, et par distraction, il place à nouveau le prologue du livre III des Académiques au début du De Gloria, erreur rectifiée en le republiant avec une autre introduction.
Mais en comparaison des dialogues de Platon, le philosophe Pierre Pellegrin estime peu crédible ce formalisme entre, selon son expression, de « solennels raseurs mondains », peu vraisemblables défenseurs de spéculations philosophiques qui les dépassent. Cicéron en perçoit lui-même le caractère artificiel et ajuste cette forme au fil de ses ouvrages : il réécrit la première version des Académiques pour changer des interlocuteurs qui ne pouvaient soutenir le ton philosophique qu'il leur prêtait. Dans ses premiers dialogues comme le De Republica, Cicéron n'intervient qu'en retrait, dans la tradition, dit-il, des traités d'Héraclide du Pont. Puis à partir de juin 45, il change de formule et déclare suivre la tradition d'Aristote : le ou les participants ne sont plus des interlocuteurs actifs, lui-même se place en acteur principal, et il s'exprime comme un maître à son disciple, dans les Tusculanes avec un jeune homme non désigné, puis dans le De fato avec Hirtius comme simple auditeur. Enfin, le dernier traité, De officiis, se présente comme une longue lettre adressée à son fils Marcus, âgé d'une vingtaine d'années : Cicéron renonce dans cet ouvrage à l'artifice de lui prêter des répliques appropriées.

### Les écrits politiques
La production philosophique de Cicéron alterne avec ses activités politiques et judiciaires. Il ne publie que lorsque les événements l'éloignent de la vie politique, comme il le reconnait lui-même. Il affirme toutefois n'avoir jamais renoncé à s'adonner à la philosophie après ses études de jeunesse, ce que montre la présence diffuse de termes et de thèmes philosophiques dans les œuvres de sa période d'activité.
Après avoir traité l'art rhétorique dans le De oratore, et tandis que les affrontements dans Rome entre les bandes armées de Clodius et celles de Milon font craindre une nouvelle guerre civile, Cicéron rédige, avec le De Republica publié en 54 av. J.-C., puis le De Legibus en 52 av. J.-C., ses réflexions sur les institutions politiques romaines. Pour lui, les meilleures institutions ne sont pas celles de la République de Platon, toutes théoriques, mais celles de la République romaine du début du IIe siècle av. J.-C., l'époque de Caton l'Ancien et des Scipions. Elle combinait alors le meilleur des formes monarchique, aristocratique et démocratique dans un équilibre qu'il fallait rétablir, et disposait de grands hommes dont l'esprit civique n'était pas encore corrompu par les ambitions égoïstes. La crise à Rome que constate Cicéron impose de recourir à un tuteur de la République, un fondé de pouvoir de l'État, sage et expérimenté, un ancien consul doté de pouvoirs spéciaux et temporaires. Cicéron, comme il a été dit plus haut, se serait bien vu dans ce rôle. Il avait déjà, en 56 av. J.-C., proposé à Pompée d'être son conseiller politique, proposition que ce dernier avait rejetée avec un orgueil offusqué.
Le départ de Cicéron en 51 av. J.-C. pour un proconsulat en Cilicie puis la guerre civile entre Jules César et les Républicains interrompent ces travaux rédactionnels. Cicéron publie néanmoins en 47 av. J.-C. les Paradoxes des stoïciens, petit traité inclassable dans lequel il déclare s'être amusé à reprendre quelques sentences stoïciennes pour les rendre plus accessibles au public. C'est aussi un pamphlet dirigé — sans les nommer — contre Clodius qui provoqua son exil et contre les imperatores avides de richesse et de gloire comme Jules César et Crassus.

### Les écrits philosophiques
La seconde période de production de Cicéron s'étend sur environ deux ans (de 46 à 44 av. J.-C.), pendant sa retraite politique forcée par la dictature de César. Cicéron entame alors le vaste projet de doter la littérature latine d'un exposé de la philosophie contemporaine, essentiellement grecque jusqu'alors, en commençant par la publication de l'Hortensius, ouvrage disparu au Moyen Âge qui vante l'utilité de l'étude de la philosophie. Mais le décès soudain de sa fille Tullia en février -45 interrompt son projet et le plonge dans un profond chagrin. Il sort de cette expérience douloureuse en composant pour lui-même la Consolation, rédigée probablement entre le 7 et le 11 mars et aujourd'hui perdue,.
Autant pour tromper sa douleur que pour persévérer dans son projet, Cicéron reprend son travail avec une fébrilité intense que permet de suivre sa correspondance avec Atticus. Il va répartir ses traités suivants selon la division classique de la pensée hellénistique en trois domaines majeurs, la philosophie morale guide de l'action humaine, la logique et la philosophie naturelle ou physique, quoiqu'il n'aborde cette dernière que de façon restreinte.
Pour chaque domaine, Cicéron présente par la bouche de ses protagonistes les doctrines des principales écoles philosophiques, leurs évolutions et leurs critiques. Du fait de l'absence d'œuvres écrites des maitres du stoïcisme, de l'épicurisme et de l'académisme, ces traités sont avec ceux de Plutarque et ceux de Sextus Empiricus les ouvrages qui donnent une vue d'ensemble des débats philosophiques entre le IIIe et le Ier siècle av. J.-C..

### Philosophie logique: la détermination du Vrai
Dans la philosophie antique, la logique, relative à la raison et à l'argumentation, est la voie qui permet de distinguer le vrai du faux, de reconnaître la cohérence et le contradictoire. Elle est donc l'instrument qui sous-tend les théories bâties dans les deux autres domaines philosophiques, la physique et la morale. En effet, toute action réfléchie exige de distinguer entre ce qu'il convient de faire et ce qu'il convient de ne pas faire, donc de chercher des certitudes sur lesquelles appuyer son choix.
Cicéron commence donc par faire le point des réflexions sur cette recherche de Vérité, de la certitude ou de l'opinion avec ses Académiques. La rédaction est laborieuse, une première version faite au printemps 45 av. J.-C. en deux livres est rapidement suivie d'une seconde en quatre livres. Ces éditions ne sont parvenues à notre époque que très partiellement, plus des trois quarts de l'ouvrage sont perdus. La question est d'établir ce que l'être humain peut appréhender comme vrai au moyen de ses perceptions et de sa raison. Cicéron présente les diverses positions soutenues par les successeurs de Platon, dont celles d'Arcésilas de Pitane, qui réfute les conclusions des stoïciens sur la possibilité des certitudes, de Carnéade, qui introduit la notion de probable, de Philon de Larissa qui atténue le scepticisme d'Arcésilas et d'Antiochos d'Ascalon qui veut concilier les positions des uns et des autres. Toutefois, Cicéron refuse de s'aligner sur la doctrine d'une école particulière et rejette les conclusions trop dogmatiques : puisque à son avis la vérité absolue est hors de portée, chaque thèse a sa part de probabilité, plus ou moins grande, sa méthode est de les mettre en présence, de les opposer ou de les faire s'appuyer mutuellement.

### Philosophie morale: comment bien vivre
Après avoir examiné le problème de la recherche de la Vérité, Cicéron enchaine sur la question fondamentale du bonheur, but de tout homme. Rédigé en parallèle avec les Académiques et publié en juillet 45 av. J.-C., le De finibus bonorum et malorum (« Des suprêmes biens et des suprêmes maux », parmi les traductions proposées) développe cette notion en présentant en cinq livres les réponses offertes par les écoles philosophiques grecques contemporaines de Cicéron. Chaque école a sa définition du bonheur, autrement dit du Bien suprême : le plaisir, ou bien l'absence de douleur, ou encore la conformité à la Nature, mais quelle Nature, celle du corps ou celle de l'esprit ? Cicéron, au travers de dialogues fictifs, va exposer la position de chaque doctrine, puis la critique de cette doctrine afin que le lecteur puisse se forger sa propre opinion. L'ordre de présentation suit les préférences de Cicéron, il commence par l'épicurisme qu'il rejette complètement, enchaîne sur le stoïcisme, et conclut par la Nouvelle Académie.
La parution des Tusculanes suit en août 45 av. J.-C. Cicéron y aborde les questions existentielles traitées traditionnellement par les écoles philosophiques, mais donne une forme originale et personnelle aux cinq livres du traité, les présentant comme des conférences dans lesquelles il explique lui-même à un jeune homme anonyme les grands thèmes : la mort, la douleur physique, la douleur morale, les passions qui affectent l'âme, la vertu et le bonheur.
Après les Tusculanes et continuant de séjourner près de Rome, Cicéron rédige début 44 deux petits traités, le premier sur la vieillesse et l'autre sur l'amitié, adressés à Atticus et évocateurs d'un passé mythifié. Dans le premier traité, le Cato Maior de Senectute (Sur la vieillesse), un Caton l'Ancien très âgé converse avec Scipion Émilien et son ami Laelius, alors jeunes. Il répond aux critiques que l'on formule envers cette dernière période de la vie. Cicéron réaffirme l'utilité que peut avoir un vieillard prudent et expérimenté comme conseiller dans la gestion des affaires publiques. Il avait déjà décrit ce rôle dans le De Republica, et semble exprimer son espoir de participer ainsi à la vie publique. Face à la mort, inévitable issue de la vieillesse, il espère en la survie de l'âme, fût-elle une illusion dont il ne voudrait pas être privé tant qu'il vit. On retrouve là l'argumentaire sur la mort que Cicéron exprimait déjà dans l'Hortensius, le Songe de Scipion et les Tusculanes (I, 26).
Dans le second traité, Laelius de Amicitia (Sur l'Amitié), le même Laelius qui vient de perdre son ami Scipion s'entretient avec ses gendres de la pratique de l'amitié. La mort de Scipion Émilien en -129 marque pour Cicéron la fin de l'âge d'or de la République, auparavant gérée par un petit groupe d'hommes liés par l'amitié. Cicéron justifie par des arguments théoriques et philosophiques la pratique romaine de l'amitié et en fait un programme politique, une nécessité pour que la société retrouve cette vertu.
Le De gloria (Sur la gloire), commencé vers le 26 juin et terminé le 3 juillet 44 av. J.-C., est un texte en deux livres dont il ne reste que de brèves citations dans les Nuits Attiques. Alors qu'à Rome certains parlent de diviniser le défunt Jules César, il y est question de l'évhémérisme, concept grec de divinisation des grands hommes par leurs compatriotes. Cicéron a déjà abordé le thème de la gloire dans le De Republica et les Tusculanes, et revient sur la question dans son traité suivant, De officiis. Selon Pierre Grimal, Cicéron veut sans doute faire œuvre de propagande en opposant une gloire vraie et juste, traduite par l'affection des citoyens, à une fausse gloire, applaudie par des partisans mal intentionnés qui espèrent en tirer un profit personnel.

### Philosophie naturelle: le refus du fatalisme
La philosophie naturelle recouvre la physique, c'est-à-dire les principes visibles et invisibles qui donnent forme, cohésion et vie à la matière. Cicéron ne s'intéresse toutefois guère aux théories explicatives du monde, l'atomistique des épicuriens ou la théorie des quatre éléments, mais se concentre sur ce qui transcende l'existence humaine, manifestations ou volontés divines, et qui peut influer sur notre liberté individuelle d'action. Une série de traités publiés en l'espace d'une année constitue une réflexion d'ensemble sur la métaphysique : les De Natura Deorum (De la nature des dieux), De divinatione (Sur la divination) et De fato (Sur le destin).
Après le De natura deorum s'intercale à l'automne 45 av. J.-C. la traduction en latin que fait Cicéron du récit du Timée de Platon, dont il reste des fragments importants. Sa préface apprend qu'il s'est entretenu avec le néopythagoricien Nigidius Figulus lors de son voyage vers la Cilicie. Ils ont discuté de physique selon le sens antique, c'est-à-dire des spéculations sur l'Univers et les causes qui l'ont produit, et la traduction de Cicéron est présentée comme la suite de cette rencontre. Le premier passage étudie l'opposition entre l'éternel et le mouvant, entre ce qui est dans le devenir et l'immobile, entre le mortel et l'immortel, et relie l'éternel à la Beauté. La traduction expose ensuite un résumé de la genèse de tout ce qui existe, en particulier la naissance des dieux. Ce récit, dans lequel Platon comme Cicéron ne voient probablement qu'un mythe, est sa seule incursion dans la partie de la physique antique consacrée à l'histoire du Monde et sa structure.
Après l'étude des dieux, deux problèmes dérivés font l'objet d'une étude approfondie : la divination, liée à l'emploi politique et civique de la théologie, et le destin, dont l'analyse va déterminer le degré de liberté de l'action humaine.
Le De divinatione est un des seuls traités antiques consacrés à la divination qui nous soient parvenus, il présente donc un intérêt historique pour la connaissance de pratiques de divinations grecque, étrusque et latine et des attitudes antiques face aux phénomènes hors de l'expérience ordinaire. Cicéron y analyse avec scepticisme les diverses formes de la divination comme les oracles et l'haruspicine étrusque. Il critique les théories des stoïciens qui la défendent et refuse d'admettre que le principe d'après lequel tout événement dépend d'une cause implique que les événements futurs puissent être prédéterminés. Il est néanmoins moins critique sur les augures romains, non parce qu'il est lui-même augure, mais parce que ceux-ci ne servent pas à dire l'avenir, mais seulement à obtenir l'avis préalable des dieux lors des actes importants des magistrats. En cela, ils ont une utilité politique et sociale pour la République.
Dans le De fato, Cicéron récuse à nouveau tout déterminisme et refuse la conception stoïcienne qui rendrait l'acte individuel librement choisi soit irréalisable soit totalement déterminé en dehors de la volonté humaine.

### Le dernier traité, moral et politique
Le traité des Devoirs (De Officiis) est le dernier ouvrage à portée philosophique de Cicéron, publié à la fin de l'année 44 av. J.-C., alors qu'il reprend son activité politique avec ses premiers discours contre Antoine. L'ouvrage, volontairement concret, donne des prescriptions et des conseils à son fils et plus largement aux hommes de bien (les boni viri de la classe sociale de Cicéron) pour se comporter convenablement en toute circonstance au sein de sa famille, de la société et de la cité.
Cet ouvrage n'est pas seulement un traité pratique de morale, il exprime aussi les souhaits de Cicéron d'un gouvernement romain régi par la Justice, exprimée par le respect de la propriété privée et des biens publics, et par la Fides, la Bonne Foi romaine, dans l'observation des contrats et des traités, dans la protection des cités et des peuples alliés de Rome, et enfin la stabilisation de l'Empire avec la fin des guerres de conquête. Ceux qui sont à la tête de l'État doivent se comporter comme des tuteurs de la République, veillant au bien de tous et non à l'avantage d'une faction, concept énoncé dix ans plus tôt dans le De Republica,. Il faut non seulement agir avec justice, mais aussi lutter contre l'injustice, et s'en abstenir revient à commettre une injustice. Cicéron est maintenant résolu à lutter contre Marc Antoine et, dit-il, à offrir sa vie pour la liberté, selon une formule grandiloquente mais prémonitoire.

## Postérité de Cicéron

Opera omnia, 1566.

La notion d'éloquence développée par Cicéron a exercé une influence considérable sur la culture occidentale dans l'Antiquité, au Moyen Âge, à la Renaissance et à l'Époque moderne.

### Période impériale
La disparition de Cicéron et des orateurs de sa génération se traduit par le déclin de l'art oratoire de l'avis de Sénèque l'Ancien, puis de Tacite, quoique Marcus Aper estime que le goût a évolué au profit des formules brèves et brillantes ou de la précision du vocabulaire, et n'admet plus les lourdes périodes et les digressions cicéroniennes.
À la fin du Ier siècle, le goût littéraire se développe pour les auteurs considérés comme « classiques », dont Cicéron et d'autres plus anciens pour la langue latine, tandis que Démosthène et l'Atticisme deviennent la référence pour l'expression grecque. Les bibliothèques publiques et privées fleurissent, on copie les textes, Asconius commente dans ses éditions plusieurs discours de Cicéron (les Scholies), imité par ses continuateurs (pseudo-Asconius),. L'enseignement de la rhétorique latine se systématise, grâce notamment à Quintilien, qui promeut Cicéron comme modèle absolu de l'éloquence dans son manuel De institutione oratoria, et qui comme lui voit dans la culture et la morale les compléments obligés de la rhétorique pour une formation complète de l'homme et du citoyen. Cicéron est mis au rang des grandes figures historiques et sa fin est prise pour sujet d'exercice de déclamation, sur le thème « Cicéron délibère s'il brûlera ses œuvres, sur la promesse d'Antoine de lui laisser la vie sauve ». Sénèque l'Ancien note avec humour que personne à sa connaissance n'a soutenu la thèse sauvant Cicéron et sacrifiant ses œuvres.
Si l'influence de Cicéron est patente sur l'art oratoire romain, son ambition d'implanter la philosophie dans la langue latine n'est pas couronnée d'autant de succès : le grec reste le mode d'expression privilégiée de la philosophie, même pour un Romain comme Marc Aurèle, et des doxographes comme Sextus Empiricus ou Diogène Laërce ne font aucune mention de Cicéron.

### Antiquité tardive et Moyen Âge
On continue de se référer aux textes de Cicéron au Bas Empire : au IVe siècle, le grammairien Nonius y puise de nombreux exemples,, tandis que Lactance copie dans les Institutions Divines des passages entiers pour argumenter contre la religion traditionnelle et les mœurs antiques, et Marius Victorinus commente le De inventione. L'Histoire Auguste suit cette mode de la citation en nommant Cicéron dix-neuf fois, et en faisant une quarantaine d'allusions ou d'imitations à la manière de Cicéron, aisément reconnaissables par un lecteur cultivé de l'époque.
Au siècle suivant, Macrobe rédige un Commentaire au Songe de Scipion, et son contemporain Augustin d'Hippone doit sa passion pour la philosophie à sa découverte de l'Hortensius. Les citations que fait Augustin prouvent une connaissance approfondie des traités philosophiques et rhétoriques de Cicéron, même s'il reste réservé sur sa pensée lorsqu'il la compare à la doctrine chrétienne. Augustin apprécie hautement Cicéron, qui est pour lui « le fondateur de l'art oratoire romain ». L'approche rhétorique d'Augustin reprend le projet de Cicéron de placer la sagesse (sapientia) au-dessus de l'éloquence, mais pour Augustin, la sagesse est la connaissance de l'écriture sainte. Il reprend la théorie que Cicéron formule dans l'Orateur en faveur de la maîtrise des trois styles, simple, moyen et élevé, pour les trois missions de l'orateur : enseigner, réjouir, émouvoir (docere, delectare, movere). Dans le quatrième livre de son De Doctrina christiana, Augustin adapte ces préceptes à la prédication, nécessairement de style élevé, qui doit enseigner de façon compréhensible, plaire pour qu'on l'écoute volontiers et ébranler les auditeurs par l'exhortation morale.
Au Moyen Âge, la rhétorique est une des branches du Trivium, un enseignement qui s'appuie essentiellement sur trois traités antiques didactiques, le De inventione de Cicéron, la Rhétorique à Herennius, qui lui est attribué, et l'Institution oratoire de Quintilien. Grâce à l'enseignement, le De inventione est un des textes les plus copiés du Moyen Âge. En revanche, les discours de Cicéron, mis à part les Catilinaires et les Philippiques, et ses ouvrages philosophiques ou personnels sont négligés.
La transmission des ouvrages au fil des siècles est altérée par la détérioration des manuscrits et la corruption des textes engendrée par les recopies successives. Par exemple, un recueil de traités philosophiques groupant les De Natura deorum, De divinatione, De fato, De Legibus, Timée, Topica, Paradoxa, Lucullus est connu par sept manuscrits datés entre les IXe et XIe siècles, qui, d'après leurs importantes lacunes communes, sont tous issus d'un unique manuscrit inconnu, antérieur au IXe siècle et déjà mutilé par la perte de plusieurs feuillets et la permutation de cahiers de 4 pages.
Malgré la raréfaction des exemplaires, la pensée de Cicéron reste une référence. Au IXe siècle, lors de la renaissance carolingienne, Hadoard, bibliothécaire du scriptorium de l'Abbaye de Corbie, dispose d'exemplaires de la plupart des ouvrages philosophiques de Cicéron, avec lesquels il constitue un florilège « classique » d'extraits choisis et retravaillés pour les placer dans une perspective morale et chrétienne,.

### Redécouverte de Cicéron
Au XIIe siècle, l'intérêt renait pour les dialogues philosophiques de Cicéron, l'école de Chartres spécule sur le Commentaire au Songe de Scipion rédigé par Macrobe, et l'humaniste Jean de Salisbury perçoit des options presque chrétiennes dans le De officiis, le De amicitia et le De senectute.
Un nouvel élan est donné quand les humanistes de la Renaissance se mettent en quête dans les abbayes de manuscrits contenant des textes antiques. Dans les années 1330, Pietro di Malvezzi constitue à Vérone un recueil qui regroupe la plupart des traités philosophiques et rhétoriques de Cicéron, et plusieurs discours. Ce manuscrit est offert à Pétrarque, grand admirateur de Cicéron. Ce dernier retrouve aussi d'autres textes, et surtout reconstitue la correspondance de Cicéron. Il met en lumière grâce à elle son côté humain. À son tour, le Pogge découvre en 1416 un codex contenant les commentaires d'Asconius de cinq discours de Cicéron. Certains manuscrits originaux disparaissent après leur découverte comme le De oratore, mais leurs textes subsistent grâce aux copies des humanistes. Le développement de l'imprimerie permet enfin une diffusion large et cette fois pérenne des œuvres de Cicéron : un premier recueil des textes philosophiques de Cicéron est publié à Rome en 1471.
Le vocabulaire et le style de Cicéron deviennent le modèle absolu de l'expression latine pour certains humanistes comme l'italien Pietro Bembo et le français Christophe de Longueil, au point de provoquer en 1528 la réaction d'Érasme qui ridiculise l'engouement excessif pour Cicéron, la Rome antique et son paganisme dans son Ciceronianus. Au cours de la polémique que cela engendre dans les milieux érudits, Étienne Dolet riposte sous la même forme qu'Érasme dans son Erasmianus sive Ciceronianus, de imitatione Ciceroniana, publié à Lyon en 1535. Néanmoins, Cicéron reste un modèle et sa rhétorique passe dans l'enseignement avec Pierre de La Ramée (dit « Ramus ») et ses disciples qui publient en 1557 leurs cours au Collège de Presles sous le même titre, Ciceronianus.
Lorsque les Jésuites fixent en 1599 les principes fondamentaux de leur enseignement avec le Ratio Studiorum (plan raisonné des études), ils prennent Quintilien et surtout Cicéron comme fondement de leur pédagogie. Les préceptes rhétoriques qu'enseignent ensuite leurs collèges sont presque tous repris de Cicéron. L'enseignement secondaire des XIXe et XXe siècles continue cet esprit cicéronien au travers des classes de rhétorique et des classes de philosophie,. La langue de Cicéron est alors le modèle incontesté du latin classique.

### Jugements sur l'homme et son action
Si les biographes et les littéraires imprégnés de son œuvre lui sont généralement favorables, plusieurs historiens de renom ont émis des jugements très critiques à l'égard de Cicéron, et de son attitude politique. Visiblement, le Cicéron des historiens du XIXe et du début du XXe siècle n'est pas celui des latinistes. Ainsi la Geschichte Roms (Histoire de Rome) de Wilhelm Drumann publiée entre 1834 et 1844 contient une bibliographie qui est un réquisitoire soigneusement référencé contre Cicéron. La monumentale Histoire romaine de Theodor Mommsen parue entre 1850 et 1857 le traite au fil de ses pages d'« avocat à tout faire, parvenu gonflé d'orgueil, nageur entre deux eaux, girouette politique ».
L'appréciation reste sévère chez des historiens français du siècle suivant : « homme d'État malhabile, juriste médiocre, artiste admirable », maladroit dans ses rapports avec Pompée, manipulé par César durant son consulat et dépourvu de sens politique et de psychologie avec Octave selon André Piganiol. Le jugement est non moins critique dans l'Histoire romaine de Jérôme Carcopino, très réservé sur la sincérité de certaines attitudes de Cicéron, sur la continuité de ses vues politiques, l'efficacité de son action. En 1947, Carcopino a tiré d'une analyse à charge de la correspondance de Cicéron un portrait extrêmement dépréciatif : feignant le désintéressement et l'intégrité mais obsédé par l'argent, dépensier et endetté pour satisfaire son goût du luxe, mouillé dans des montages financiers parfois douteux, capteur d'héritages, mauvais père, fantoche apeuré manipulé par les triumvirs, courtisan opportuniste avec les grands et médisant en privé, etc. L'interprétation est si négative que Carcopino avance l'idée que ces lettres auraient été sélectionnées et publiées durant le second triumvirat dans un but de propagande, pour dénigrer Cicéron et justifier sa proscription par Octave. Cette théorie a été réfutée par Pierre Boyancé dans son article « Cicéron contre Cicéron ? », paru en 1949. Gérard Walter rejoint les avis de Mommsen et de Carcopino en vantant l'intelligence de l'homme mais dénonçant son cynisme et sa cupidité couplée au caractère fréquemment mensonger de ses écrits, il conclut que « la biographie de Cicéron est tout à refaire ».
Pierre Grimal explique les errances politiques attribuées à l'irrésolution et la faiblesse de caractère de Cicéron par sa formation devenue une habitude de pensée, consistant à peser le pour et le contre avant de décider, en face de situations politiques complexes et mouvantes. Guy Achard estime que l'on doit tenir compte de la situation de Cicéron ainsi que de la mentalité romaine et que l'on doit considérer l'ensemble de son action. Au début simple provincial, homme nouveau, dépourvu des moyens et du crédit des puissants, il est contraint, même en 63, à la prudence et à l'habileté, mais il essaie, chaque fois que c'est possible, de promouvoir une politique très nouvelle à Rome, cette union de tous les bons citoyens, et surtout, après les ides de mars, il s'engage avec détermination et courage contre Antoine, payant finalement de sa vie la défense de la République.
Les partisans de Cicéron excusent les compromissions de ses plaidoyers d'avocat, qu'ils jugent comme une adaptation au client et à la cause, ce que Cicéron revendique : « On se trompe en croyant avoir dans les discours que nous avons tenus devant les tribunaux nos opinions dûment consignées : tous ces discours sont ce que veulent les causes et les circonstances. » Quitte à s'éloigner de la vérité pour défendre un coupable : « Il appartient […] à l'avocat, parfois, de plaider le vraisemblable, même s'il n'est pas le plus vrai. »

### Jugements sur sa philosophie
Durant la Renaissance et l'époque classique, Cicéron est un acteur reconnu dans les débats philosophiques. Mais à partir des années 1830, lorsque sont publiées les éditions savantes des auteurs grecs et latins, le point de vue change : Cicéron n'est plus considéré comme un philosophe véritable, mais juste comme un passeur de la pensée grecque, un doxographe résumant des textes sans apport qui lui soit personnel. La préface rédigée en 1928 par Jules Martha à sa traduction du De finibus bonorum et malorum est représentative de cette dépréciation : « Il n’a pour bien traiter [les matières de la philosophie] la tournure d’esprit qui convient […]. Il est rapide, superficiel. Il est trop porté à voir les choses par le côté oratoire et n’a pas assez le souci d’aller au fond. Il n’a pas la rigueur dans l’analyse et la méthode qu’exigent l’exposé ou la critique des problèmes philosophiques. » Jules Martha reconnait du moins l'intérêt de son travail de vulgarisation, parfois comme seul témoin qui subsiste de certains aspects des doctrines grecques.
Considérer Cicéron comme un simple transcripteur des philosophes grecs à destination d'un public latin a pour corollaire au XIXe siècle un courant de recherche systématique dans ses traités de sources grecques pour chacun de ses énoncés, mis à part les références à la mythologie et à l'histoire romaine, et les anecdotes personnelles. Les travaux des philologues allemands comme Rudolf Hirzel ont fait longtemps autorité dans cette approche, dite du Quellenvorschung (« Recherche des sources »). Cette approche fondée sur un préjugé réducteur et menée trop systématiquement est aujourd'hui critiquée et rejetée, même si Carlos Lévy estime que ces études de détail sur tel ou tel aspect des ouvrages de Cicéron restent précieuses pour effectuer de nouvelles recherches.
Une certaine réhabilitation de Cicéron se dessine toutefois à la fin du XXe siècle : ainsi, Pierre Boyancé définit l'humanisme cicéronien par son sens de l'humain, son sens de la culture, qui permet à l'homme de se réaliser, et son sens de la bienveillance, exprimée dans les rapports sociaux. Pierre Pellegrin rappelle que Cicéron n'a jamais été considéré comme un philosophe original, et qu'il n'a jamais prétendu l'être. S'il parle avec sympathie de la Nouvelle Académie et s'en fait le porte-parole dans certains traités, il ne s'est pas posé en successeur d'Antiochus d'Ascalon, dernier maître officiel de cette école.

## Cicéron dans les arts et la littérature

### Peinture
- Pierre-Henri de Valenciennes peint en 1787 Cicéron découvrant le tombeau d'Archimède
- Cesare Maccari décore en 1880 le palais Madame d'une fresque dans laquelle Cicéron dénonce Catilina

### Littérature
- Florence Dupont, L'affaire Milon : meurtre sur la voie Appienne, Paris, Denoël, 1987 (ISBN 2207233405)
- Steven Saylor, L'énigme de Catilina, 10/18, 1999, et plusieurs autres romans[183] de la série Les Mystères de Rome
- Robert Harris, trilogie Cicéron : Imperium, 2006 ; Conspirata, 2009 ; Dictator, 2015
- Colleen McCullough, Les Maîtres de Rome (série)

### Cinéma
- Alan Napier incarne Cicéron dans le film Jules César de Mankiewicz (1953).
- Dans la série télévisée Rome créée en 2005 figure Cicéron en personnage secondaire, joué par David Bamber.
- L'Affaire Sextus, 81 avant J.C. est un téléfilm historique coproduit par la BBC et Discovery Channel sorti en 2006 et inspiré du procès Pro Roscio Amerino de Cicéron. Paul Rhys y incarne l'orateur.